# Julio Argentino Roca
Alejo Julio Argentino Roca (San Miguel de Tucumán, 17 de julio de 1843 – Buenos Aires, 19 de octubre de 1914) fue un político, militar, y estadista argentino que se desempeñó dos veces como presidente de la Nación Argentina, desde 1880 hasta 1886 y desde 1898 hasta el año 1904. Con un total de doce años entre sus dos mandatos presidenciales no consecutivos de seis años, Roca es la persona que más tiempo ha ejercido la jefatura de estado constitucional de la Argentina.
Roca fue el representante más influyente de la denominada Generación del 80 y dirigió la política argentina durante más de treinta años a través del Partido Autonomista Nacional (PAN), partido que se mantuvo 42 años en el poder sin ninguna alternancia, tejiendo complejos sistemas de alianzas con distintas fuerzas, lo que le valió el apodo de «el Zorro». Lideró la corriente «roquista», caracterizada por el personalismo y el control del poder político por parte de un pequeño grupo de personas, oponiéndose a las reformas electorales democratizadoras como el sufragio secreto y el voto obligatorio que reclamaban los sectores antiroquistas.
En el plano militar, Roca es conocido por dirigir la «Conquista del Desierto», una serie de estratégicas campañas militares contra los pueblos indígenas que habitaban la Patagonia y parte de la pampa realizadas entre 1878 y 1885, cuyo objetivo y resultado fue la incorporación efectiva de sus territorios al control del Estado argentino. Los territorios nacionales constituidos durante este período llegaron a representar aproximadamente dos quintos de la superficie del actual territorio del país.
Durante sus dos mandatos como presidente, ocurrieron muchos cambios importantes, particularmente grandes proyectos de infraestructura de ferrocarriles e instalaciones portuarias; aumento de la inversión extranjera, junto con la inmigración a gran escala desde Europa y Asia; expansión de los sectores agrícola y pastoril de la economía; y laicización de la legislación que fortalece el poder estatal (educación pública y registro civil). La principal preocupación de Roca en política exterior era poner límites fronterizos con Chile, que nunca se habían determinado con precisión. Roca aprovechó que en el año 1881 Chile se encontraba librando la guerra del Pacífico contra Bolivia y Perú, por lo que para Chile era estratégicamente importante no tener un segundo frente militar. Gracias a esto se logró el tratado de Límites de 1881.
El legado de Roca ha sido objeto de profundos debates entre historiadores. Sus partidarios exaltan su papel en la consolidación definitiva del Estado argentino, su expansión territorial, la federalización de Buenos Aires, la educación pública, la laicización del Estado y el elevado crecimiento económico que condujo al país a situarse entre las naciones más ricas del mundo durante varias décadas. Por otro lado, sus detractores ponen énfasis en el trato brutal recibido por los pueblos originarios durante la «Conquista del Desierto» (con algunos llegando a calificarlo como genocidio), así como el carácter antidemocrático, fraudulento y oligárquico del modelo político y económico implementado durante su período de gobierno. En general, existe un consenso respecto a que Roca fue uno de los presidentes más importantes y una figura determinante para la historia argentina durante la última etapa del siglo XIX y principios del siglo XX, y se le recuerda en Argentina por medio de numerosos memoriales.

## Primeros años
Julio Argentino Roca —Alejo Julio Argentino Roca según su fe de bautismo— fue el quinto de ocho hijos —siete varones— del coronel Segundo Roca y Agustina Paz de Roca. Nació en la estancia «El Vizcacheral», propiedad de sus padres, el 17 de julio de 1843. A partir de 1849 y hasta 1855 asistió a la escuela franciscana de San Miguel de Tucumán. Tuvo una dura infancia desde que su madre Agustina Paz falleció cuando él tenía 12 años. José Segundo Roca, tras el suceso, recurrió a una práctica usual del siglo XIX: el “reparto” de los hijos y Julio fue como pupilo al colegio de Concepción del Uruguay con dos de sus hermanos, Celedonio y Marcos.
Estudió en el Colegio Nacional de Concepción del Uruguay, adonde su padre se había trasladado llamado por Justo José de Urquiza, junto con sus hermanos Celedonio y Marcos. A pesar de presentar un alto grado de interés por la medicina, en 1858 ingresó a la carrera militar, con los despachos de alférez de artillería, sirviendo en la brigada de artillería «7 de octubre» del Regimiento 1.º de línea de Entre Ríos. Julio Argentino fue becado a pedido del presidente Urquiza y se incorporó además al curso de instrucción militar.

## Carrera militar
Con diecinueve años participó en el bando federal en la batalla de Pavón, que llevó a la disolución de la Confederación Argentina y la unificación bajo la hegemonía de Buenos Aires.
Participó también en la guerra de la Triple Alianza contra el Paraguay, nombrado comandante del regimiento de Guardias Nacionales de la provincia de Salta en el año 1865. En esa guerra murieron su padre y dos de sus hermanos. Regresó a su país antes del final de la guerra; a fines de 1868 fue enviado a la Puna a repeler el último intento de insurrección del caudillo Felipe Varela , que fue derrotado por uno de sus subordinados.
A órdenes del gobernador correntino Santiago Baibiene combatió la rebelión federal de Ricardo López Jordán en 1871, siendo su participación crucial en la batalla de Ñaembé, que determinó la derrota del caudillo federal. Durante la revolución de 1874 eludió las fuerzas del general rebelde José Miguel Arredondo —quien respondía políticamente a Bartolomé Mitre— ya que no tenía fuerzas suficientes para impedirle ocupar la ciudad de Córdoba. Pero Arredondo se dirigió a la provincia de Mendoza, donde venció a las milicias locales y esperó a Roca, que había logrado reunir una gran cantidad de soldados. En lugar de atacar de frente la posición fortificada de Arredondo, la rodeó en silencio durante la noche y lo atacó al amanecer, venciéndolo con facilidad en la segunda batalla de Santa Rosa. Días más tarde, temiendo que el general vencido fuese ejecutado, lo ayudó a huir a Chile.
En 1872 se casó con la cordobesa Clara Funes, con quien tuvo siete hijos. Clara Funes era cuñada del político Miguel Juárez Celman, que sería presidente de la Nación por influencia de Roca, y el primero de sus hijos fue Julio Argentino Pascual Roca, que sería vicepresidente de la Nación. También había tenido una hija extramatrimonial. Desde 1873 fue comandante de la frontera del sur de la provincia de Córdoba, con la misión de detener los ataques periódicos de los indígenas ranqueles.
La mayor parte de sus ascensos en el escalafón militar fueron por méritos de guerra: horas después de la batalla de Pavón fue ascendido a teniente primero; el 17 de febrero de 1864 fue ascendido a capitán, en tiempos de paz. Durante la guerra del Paraguay fue ascendido a sargento mayor el 7 de diciembre de 1866, por su heroico comportamiento en la batalla de Curupaytí, y el 9 de noviembre de 1868, al finalizar la campaña del Piquisiry, fue ascendido al rango de teniente coronel. El 26 de enero de 1871 fue ascendido a coronel por su participación clave en la batalla de Ñaembé contra López Jordán, y el 7 de diciembre de 1874 fue ascendido al rango de coronel mayor, equivalente al de general de brigada, por su victoria en Mendoza contra los revolucionarios al mando de Arredondo; el general Roca tenía 31 años.
El 28 de septiembre de 1880 ascendió a brigadier general en premio a la organización y mando de la Conquista del Desierto. La posterior ley de ascensos de 1882 le dio la jerarquía de teniente general.

## La Campaña del Desierto

### Antecedentes

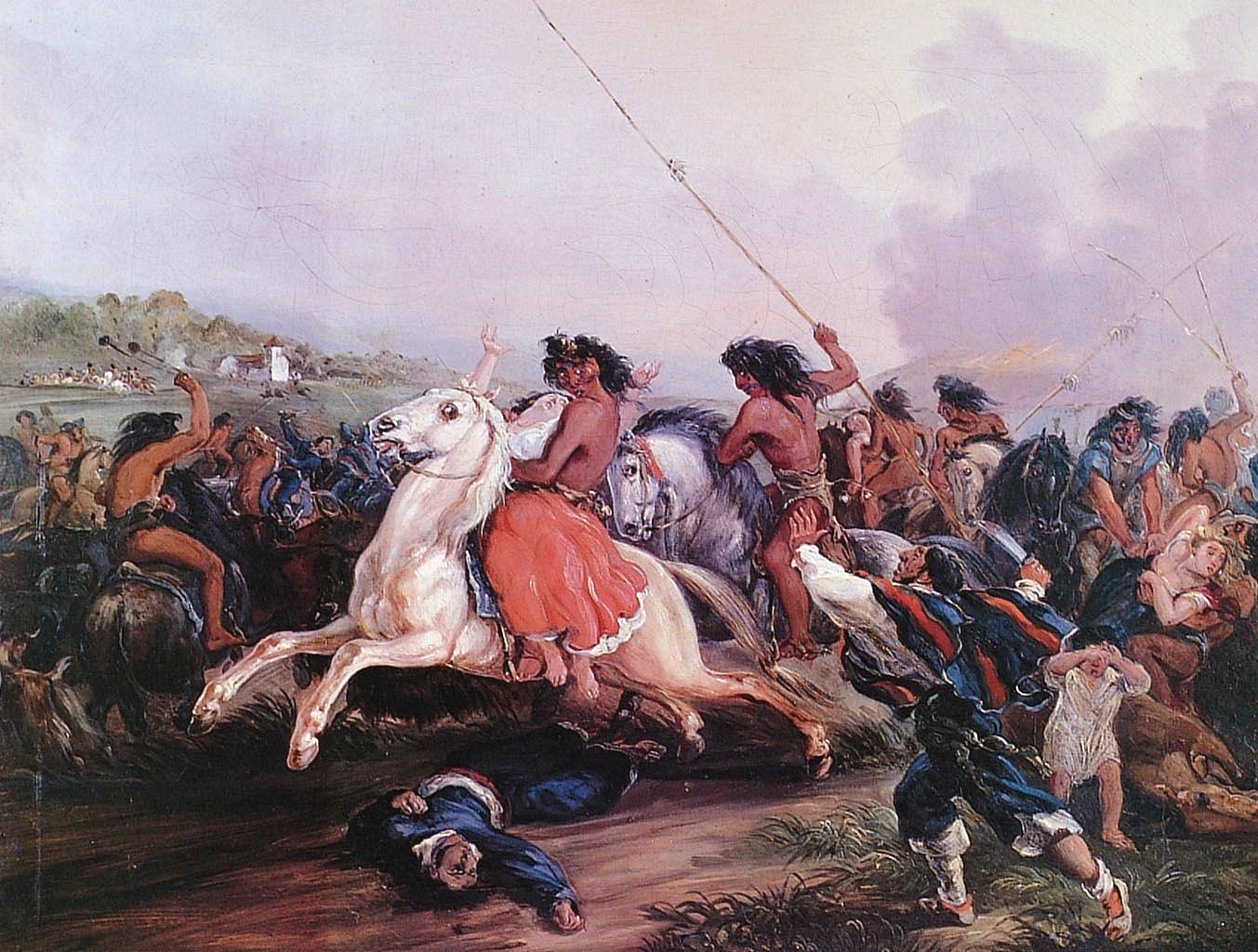
El malón (1845; óleo de Mauricio Rugendas).

La Patagonia y la porción occidental de la región pampeana habían estado habitadas antiguamente por pueblos indígenas de etnia tehuelche hasta que fueron paulatinamente absorbidos por grupos de origen mapuche que provenían de la región de los Andes, principalmente de territorios que hoy forman parte de Chile. Se ha disputado, sin haberse resuelto aún, si los mapuches ya habitaban las provincias argentinas de la cordillera patagónica al momento de la llegada de los españoles, especialmente Neuquén, y desde cuándo.
Desde mediados del siglo XVIII hubo avances del Imperio Español primero y las distintas conformaciones políticas de Argentina una vez independizada, con el fin de conquistar nuevos territorios y apropiarse de sus recursos ganaderos. Ante el avance de la frontera por parte de "los blancos o huincas", los indígenas reaccionaron lanzando malones sobre las poblaciones hispano-argentinas y las estancias, apropiándose del ganado salvaje, principalmente para venderlo en Chile— y también para tomar cautivas mujeres, quienes eran trasladadas a los asentamientos indígenas.
Tras la Revolución de Mayo de 1810 que inició el proceso de independencia, numerosas expediciones militares se efectuaron con la finalidad de contener los malones y avanzar sobre esas regiones para incorporarlas a la soberanía argentina. La más notable de las expediciones de la primera mitad del siglo XIX fue la Campaña de Rosas al Desierto.
Hasta después de terminada la guerra del Paraguay no se pudo tomar iniciativa importante alguna contra los indígenas, que en la década de 1870 lanzaron los ataques más grandes de su historia.

### Campaña de Alsina
En 1876, Adolfo Alsina —el ministro de Guerra del Presidente de Argentina, Nicolás Avellaneda— lanzó una nueva campaña para ocupar el oeste bonaerense, tomando los principales asentamientos de avanzada de los indígenas y construyendo una obra defensiva, conocida como la Zanja de Alsina, de 374 km de largo entre el sur de la provincia de Córdoba y las cercanías de Bahía Blanca. Con esta campaña ocupó los territorios utilizados para mantener alimentados a sus caballos y engordar los animales arreados por los malones. Esta circunstancia —sumada a la epidemia de viruela que costó la vida a miles de indígenas— causó una crisis militar y demográfica que los debilitó enormemente.

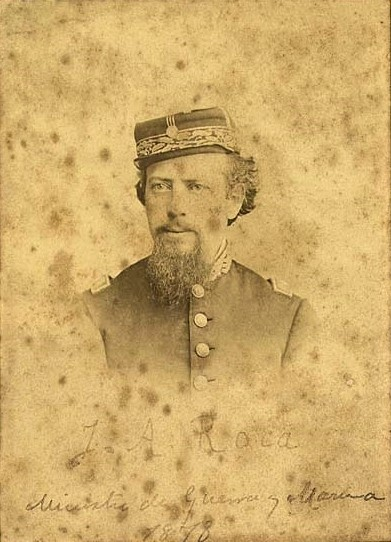
Julio Argentino Roca vistiendo el uniforme del ejército argentino (1878)

### La campaña de Roca
Tras la muerte de Alsina (jefe del Partido Autonomista) en diciembre de 1877, Avellaneda nombró en su reemplazo al general Roca, que había criticado la supuesta actitud defensiva de Alsina. En contraste con su antecesor, que había intentado incorporar a los indígenas a la civilización occidental, Roca creía que la única solución contra la amenaza de los indígenas era su sometimiento definitivo. Plasmó su posición en el discurso que dio ante el Congreso Nacional el 13 de septiembre de 1878, en el cual planteó la «absorción y asimilación» del indio:

Tenemos seis mil soldados armados con los últimos inventos modernos de la guerra, para oponerlos a dos mil indios que no tienen otra defensa que la dispersión ni otras armas que la lanza primitiva.

Sobre la base de esa premisa propuso un proyecto de ley para ocupar todo el territorio indígena hasta los ríos Negro y Neuquén en dos años. La Ley N.º 947 de distribución de la tierra fue sancionada el 4 de octubre de 1878, acordando 1.600.000 pesos fuertes al proyecto, cuando el plan ya estaba en marcha. En los considerandos de la ley se afirmaba que

…la presencia del indio impide el acceso al inmigrante que quiere trabajar.

Y en el artículo 1.º de su texto se estableció la línea de fronteras:

…previo sometimiento o desalojo de los indios bárbaros de la Pampa,…

El presidente Avellaneda apoyó el proyecto de Roca debido a que temía la ocupación y conquista de esos territorios por el ejército chileno, ya que el área al sur del río Colorado estaba en disputa entre las dos naciones. En efecto, una vez concluida la guerra del Pacífico, Chile se dedicaría de lleno a dominar a los indígenas al sur del río Bío-Bío —antigua frontera entre el Imperio Español y el pueblo mapuche— a través de la Ocupación de la Araucanía.
Pero también habían motivos políticos internos para el aval del presidente, ya que se incorporarían bajo jurisdicción nacional territorios que eran considerados parte de la provincia de Buenos Aires. Así lo explica Carlos Tejedor, entonces gobernador de la provincia:

El Dr. Avellaneda perseguía su plan de destruir el poder económico de la Provincia. La ocasión era propicia.

Acababa de morir el Dr. Alsina, y lo había reemplazado con el General Roca.
Conseguía así un doble objeto, elevar con pretexto loable la candidatura de éste; y hacer daño a Buenos Aires, su sueño dorado de siempre.
Era como para refregarse las manos.
Luego no mas, el Ministro presentó al Congreso (Agosto 1878) un proyecto para la ocupación militar del Río Negro, como frontera de la República sobre los indios de la pampa, declarando tierra nacional la comprendida entre la línea efectiva de aquella época, y la que debía establecerse.
El Congreso reformó este proyecto, declarando límite de las tierras nacionales la línea del Río Negro, desde su desembocadura en el Océano, remontando su corriente hasta encontrar el grado 5º de longitud occidental del meridiano de Buenos Aires.

Por esta traza, quedaban pertenecientes al Gobierno Nacional, no solo las tierras al Sud del Río Negro, que la Provincia entendía haber poseído como suyas, aunque no las ocupaba efectivamente sino también una población fundada con el nombre de Mercedes, en la margen derecha del río.

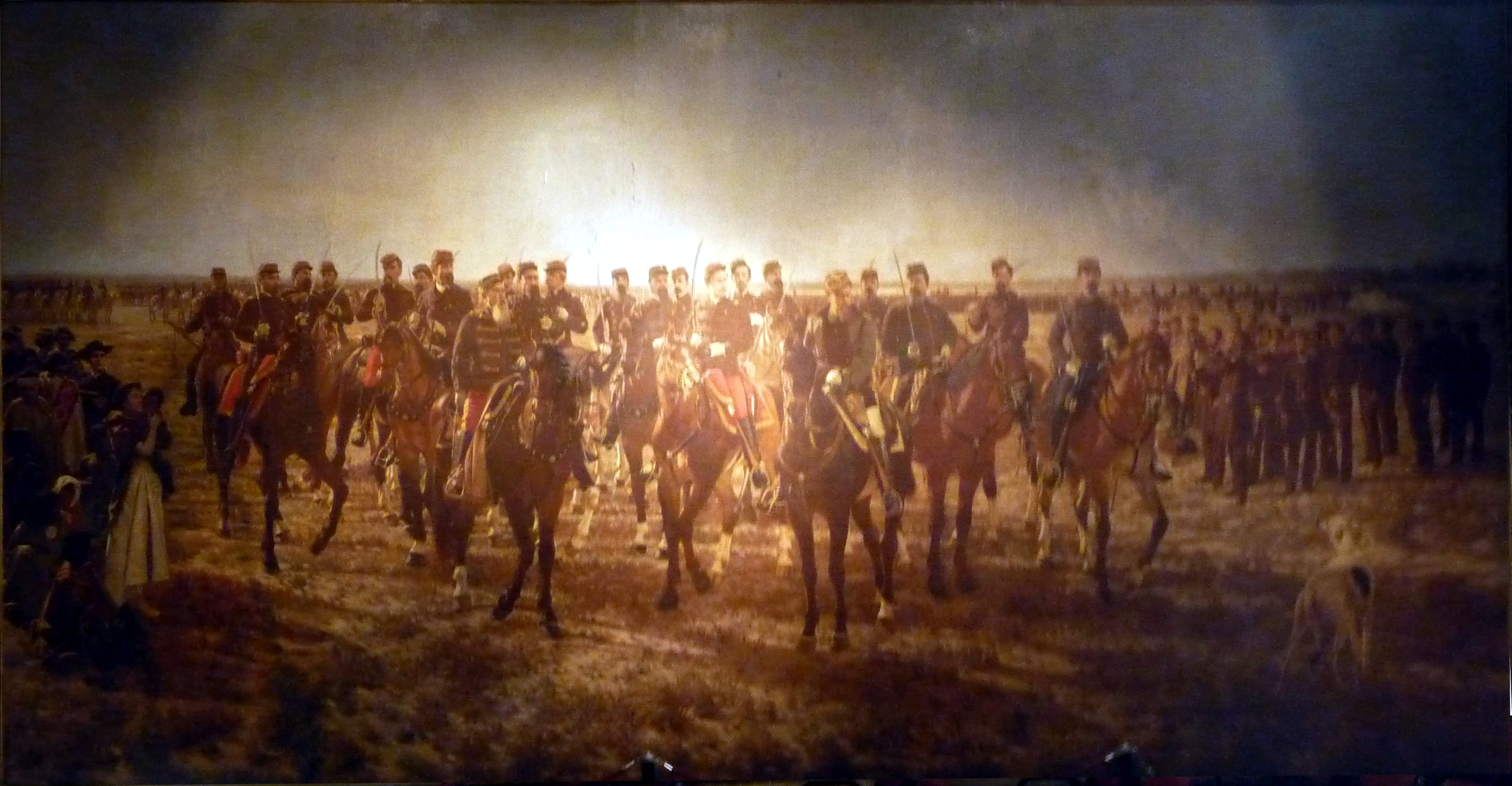
Ocupación militar del Río Negro en la expedición al mando del General Julio A. Roca (Óleo de Juan Manuel Blanes).

El 11 de octubre de 1878, mediante la Ley N.° 954, se creó la Gobernación de la Patagonia, con sede en Mercedes de Patagones, actual Viedma, cuyo primer gobernador fue el coronel Álvaro Barros; su jurisdicción alcanzaba hasta el cabo de Hornos.
A lo largo del año 1878 se lanzaron sucesivas ofensivas sobre las posiciones indígenas, causando centenares de bajas a las fuerzas de Namuncurá y la captura de los temidos caciques ranqueles Pincén, Catriel y Epumer. Unos 4000 indígenas —en su mayoría mujeres y niños— fueron capturados en estas campañas.

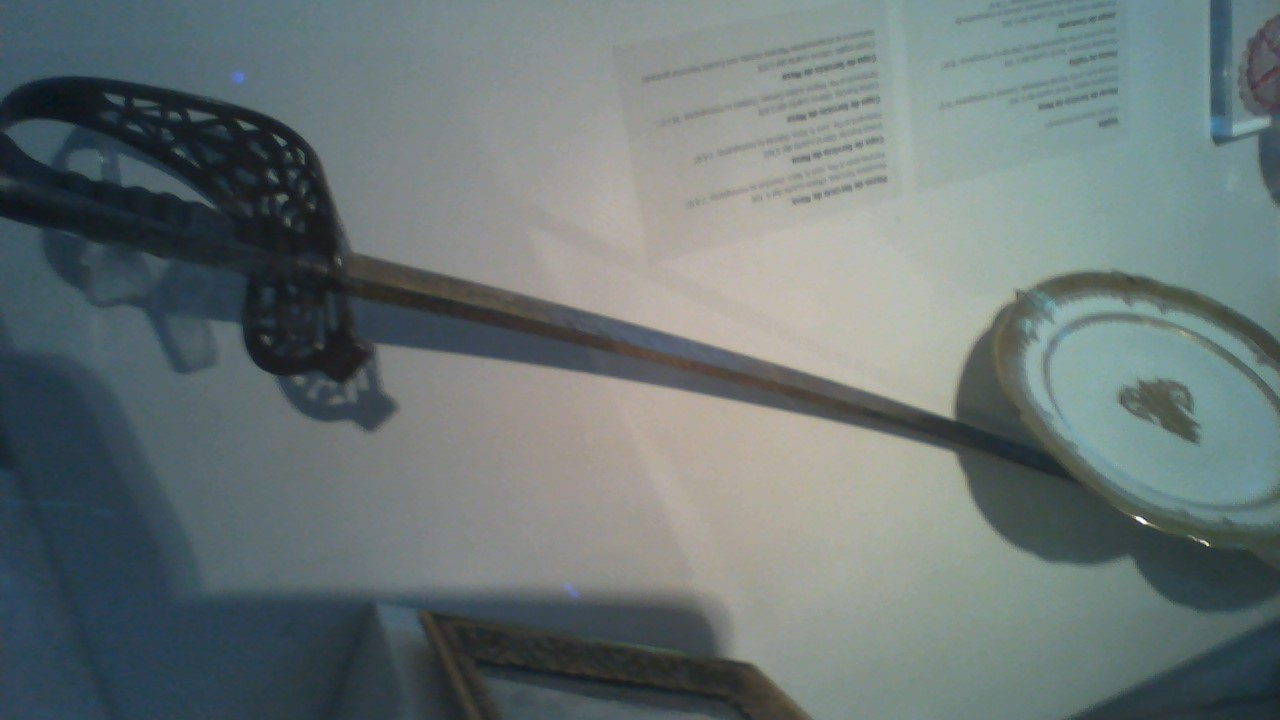
Sable de acero con la hoja damasquinada y empuñadura calada; pertenece al uniforme militar usado en la Campaña al desierto por el coronel Julio A. Roca, cuyo nombre ostenta grabado en la hoja.

En abril de 1879 se lanzó el ataque final: cinco divisiones que sumaban 6000 hombres —incluyendo 820 indígenas aliados— avanzaron hacia el río Negro, y el ministro Roca festejó el 25 de mayo en la isla Choele Choel. De acuerdo a la Memoria presentada por el ministro de Guerra, 1313 indios de lanza resultaron muertos y 1271 tomados prisioneros; cinco caciques principales fueron tomados prisioneros y uno fue muerto; 10.513 indios de chusma —mujeres y niños— fueron tomados prisioneros, y otros 1049 fueron reducidos. De acuerdo al informe presentado por Roca ante el Congreso, se habían tomado como prisioneros a 10.539 mujeres y niños y 2320 guerreros.
Sobre el origen del término Conquista del Desierto hay al menos tres teorías: según una de ellas, se denominó así debido a las condiciones geográficas de la Patagonia, que presentaba un clima desértico. Según otra, la denominación deriva más del etnocentrismo del gobierno argentino: la región estaba completamente deshabitada de gente de raza blanca y civilización europea. Solo estaba poblada por indios nómadas, representantes de la barbarie, por lo tanto, era un «desierto» de civilización. Una tercera hipótesis sostiene que el territorio conquistado, ocupado hasta hacía poco por más de 30.000 indígenas, en el momento de la campaña sorprendió a los expedicionarios por la escasa población, fruto de la sobreestimación de su número, de la despoblación en años recientes y de la huida de los indígenas hacia la Cordillera de los Andes.
Las tribus que sobrevivieron fueron desplazadas a las zonas más periféricas y estériles de la Patagonia. Unos 10.000 nativos fueron tomados prisioneros y unos 3000 enviados a Buenos Aires, donde eran separados por sexo, a fin de evitar que procrearan hijos. Las mujeres fueron dispersas por los diferentes barrios de la ciudad como sirvientas, mientras una parte de los hombres fueron enviados a la isla Martín García, donde murieron, en su gran mayoría, a los pocos años de reclusión.
El 21 de enero de 1879, La Nación publicó la siguiente crónica:

Llegan los indios prisioneros con sus familias a los cuales los trajeron caminando en su mayor parte o en carros, la desesperación, el llanto no cesa, se les quita a las madres sus hijos para en su presencia regalarlos a pesar de los gritos, los alaridos y las súplicas que con los brazos al cielo dirigen las mujeres indias. En aquel marco humano los hombres indios se tapan la cara, otros miran resignadamente al suelo, la madre aprieta contra el seno al hijo de sus entrañas, el padre indio se cruza por delante para defender a su familia de los avances de la civilización.

### Consecuencias territoriales
El Informe Oficial de la Comisión Científica que acompañó al Ejército Argentino es considerablemente específico respecto de los resultados de la guerra, y a la opinión que el gobierno argentino tenía sobre los indígenas:

Se trataba de conquistar un área de 15.000 leguas cuadradas ocupadas cuando menos por unas 15.000 almas, pues pasa de 14.000 el número de muertos y prisioneros que ha reportado la campaña. Se trataba de conquistarlas en el sentido más lato de la expresión. No era cuestión de recorrerlas y de dominar con gran aparato, pero transitoriamente, como lo había hecho la expedición del Gral. Pacheco al Neuquén, el espacio que pisaban los cascos de los caballos del ejército y el círculo donde alcanzaban las balas de sus fusiles. Era necesario conquistar real y eficazmente esas 15.000 leguas, limpiarlas de indios de un modo tan absoluto, tan incuestionable, que la más asustadiza de las asustadizas cosas del mundo, el capital destinado a vivificar las empresas de ganadería y agricultura, tuviera él mismo que tributar homenaje a la evidencia, que no experimentase recelo en lanzarse sobre las huellas del ejército expedicionario y sellar la toma de posesión por el hombre civilizado de tan dilatadas comarcas.

Es evidente que en una gran parte de las llanuras recién abiertas al trabajo humano, la naturaleza no lo ha hecho todo, y que el arte y la ciencia deben intervenir en su cultivo, como han tenido parte en su conquista. Pero se debe considerar, por una parte, que los esfuerzos que habría que hacer para transformar estos campos en valiosos elementos de riqueza y de progreso, no están fuera de proporción con las aspiraciones de una raza joven y emprendedora; por otra parte, que la superioridad intelectual, la actividad y la ilustración, que ensanchan los horizontes del porvenir y hacen brotar nuevas fuentes de producción para la humanidad, son los mejores títulos para el dominio de las tierras nuevas. Precisamente al amparo de estos principios, se han quitado éstas a la raza estéril que las ocupaba.

Millones de hectáreas se sumaron así a la República Argentina. Estas enormes extensiones fueron adjudicadas a bajo precio, o directamente regaladas, a terratenientes y políticos influyentes. Ya antes de la operación militar habían sido asignadas las tierras a los nuevos propietarios mediante la suscripción de 4000 bonos de 400 pesos, cada uno de los cuales dio derecho a 2500 hectáreas. Un total de diez millones de hectáreas fueron vendidas por el Estado a comerciantes y estancieros bonaerenses en forma previa a la conquista de las tierras, mientras que el excedente obtenido, en lotes de a 40.000 hectáreas cada uno, fue rematado en 1882 en Londres y París. En 1885 se cancelaron con tierras las deudas acumuladas con los soldados desde 1878; como tanto los oficiales como la milicia necesitaban efectivo, terminaron malvendiendo sus partes a los mismos que habían sido los financistas primitivos, de manera tal que toda esa superficie pasó a manos de 344 propietarios, a un promedio de 31.596 hectáreas cada uno.

## Elección como presidente y federalización de Buenos Aires
A mediados de 1878, tras la muerte de Adolfo Alsina, el personaje más prestigioso del Partido Autonomista Nacional era el general Julio Argentino Roca, que fue propuesto como candidato por su cuñado, el gobernador cordobés Miguel Juárez Celman, y en Buenos Aires por el médico Eduardo Wilde; adhiriendo rápidamente el apoyo de la mayor parte de los gobernadores argentinos. El 11 de abril se realizaron las elecciones para presidente, de las que surgió una amplia victoria para los electores de Roca, excepto en Buenos Aires y Corrientes.
El 13 de junio se reunió el Colegio Electoral, que eligió presidente al general Roca y vicepresidente a Francisco Bernabé Madero. Pero en Buenos Aires se estaba gestando una revolución contra el triunfo de Roca y el proyecto de Nicolás Avellaneda de federalizar la ciudad de Buenos Aires. 
Cuatro días más tarde comenzaron los combates, que terminaron el 25 de junio con un acuerdo entre la provincia y la Nación; la revolución de 1880 había costado 3000 muertos. Poco antes de la asunción presidencial de Roca fue aprobada en el Congreso la federalización de Buenos Aires.

## Primera presidencia

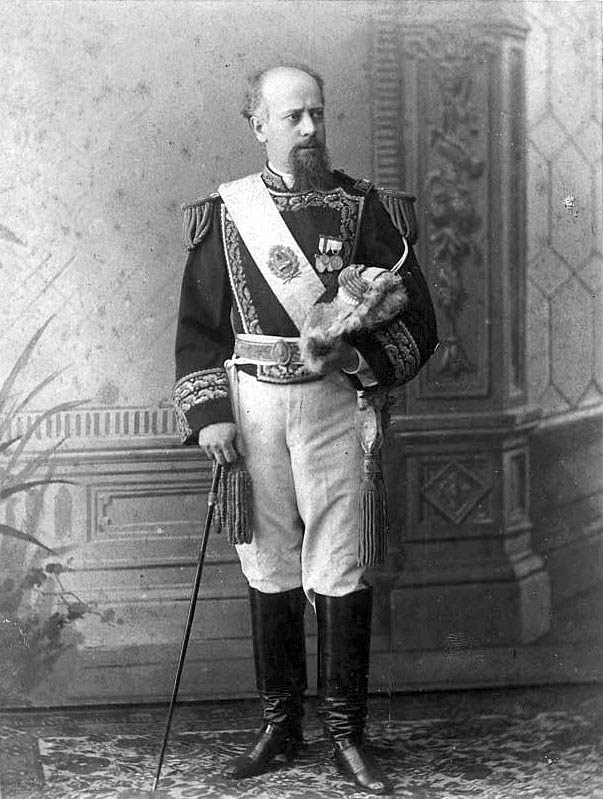
Retrato del presidente durante su primer mandato (1880)

Con la asunción presidencial de Julio Argentino Roca, el 12 de octubre de 1880, culminó la etapa histórica llamada «de las presidencias históricas» y se inició el período denominado «república conservadora», que fue apoyado por una élite que integró la generación del ochenta.
Al momento de asumir Roca tenía 37 años, lo que lo hizo el segundo presidente más joven de la historia argentina, precedido solo por Avellaneda, su antecesor, que tenía sólo unos meses menos al asumir su gobierno. El lema de su gobierno fue «Paz y administración»:

Necesito paz duradera, orden estable y libertad permanente; y a este respecto lo declaro bien alto desde este elevado asiento, para que me oiga la República entera, emplearé todos los resortes y facultades que la Constitución ha puesto en manos del Poder Ejecutivo para evitar sofocar y reprimir cualquier tentativa contra la paz pública.

El sistema político que lo había llevado a la presidencia, y que mantuvo una notable estabilidad hasta mucho después de que la abandonara, reposaba sobre una serie de acuerdos inestables entre los gobernadores provinciales —que controlaban las elecciones por medio del fraude electoral y el clientelismo— y el presidente, que disponía del control del presupuesto nacional a favor o en contra de las provincias y podía deponer a los gobernadores desafectos por medio de las intervenciones federales. Necesitados mutuamente, los gobernadores y el presidente llevaban a cabo continuos acuerdos que permitían a unos y otros avanzar en las políticas deseadas. En todo caso, la estabilidad de semejante sistema exigía –en la práctica– la inexistencia de cualquier oposición; a ese objetivo apuntaban también las prácticas políticas fraudulentas.
Durante su gestión se sancionó el Código Penal y el de Minería de la Nación; se organizó el gobierno municipal de la nueva Capital Federal y se fundó la ciudad de La Plata, capital de la provincia de Buenos Aires.
La situación sanitaria del país no había mejorado significativamente desde la epidemia de fiebre amarilla de 1871: entre 1884 y 1887, una serie de epidemias de cólera causaron centenares de muertos en la capital y el interior.

### Economía

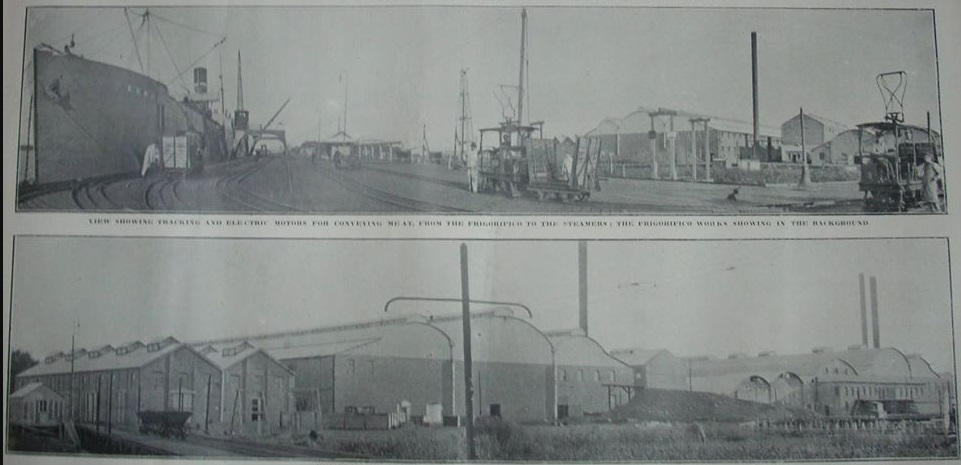
Frigorífico River Plate Fresh Meat de Campana. El primer frigorífico instalado en Sudamérica, en 1883. Durante la presidencia de Roca se instalaron los primeros frigoríficos que permitieron la exportación de carne a Europa.

Roca inició su primer mandato (1880-1886) en una situación económica favorable, ya que ese año comenzó a superarse en gran parte del mundo la Gran Depresión mundial iniciada en 1873. Este período se caracterizaría por la introducción en 1883 del frigorífico, inventado poco antes, como uno de los ejes centrales de la economía argentina. El frigorífico llevó a que los terratenientes bonaerenses adoptaran en sus estancias una modalidad de producción mixta, combinando agricultura y ganadería, modalidad que dio a Argentina el adjetivo de modelo "agropecuario", aunque tardarían más de dos décadas en adaptar los ganados vacunos al mercado inglés, manteniendo una alta producción de tasajo (destinado al consumo de esclavos y población en situación servil) producida por saladeros hasta fin de siglo.
El sistema económico se sostenía por el intercambio de productos primarios —exclusivamente de origen agropecuario, y en gran medida generados en la región pampeana— por productos manufacturados del exterior, especialmente de Europa.
Si al asumir Roca el principal rubro de exportación era, por mucha diferencia, la lana de oveja, durante su gobierno será el maíz el producto que ascenderá vertiginosamente dejando atrás a la lana, seguida ahora de cerca por el trigo.
|                           | 1875-79 | 1885-89 | 1895-99 | 1900-04 | 1910-14 |
| ------------------------- | ------- | ------- | ------- | ------- | ------- |
| Cueros                    | 70      | 85      | 100     | 100     | 125     |
| Lana                      | 90      | 129     | 211     | 178     | 137     |
| Trigo                     | 6       | 111     | 801     | 1591    | 2277    |
| Lino                      | 0       | 51      | 209     | 475     | 679     |
| Maíz                      | 13      | 277     | 910     | 1518    | 3194    |
| Carne                     | 34      | 45      | 95      | 161     | 437     |
| Fuente: Gerchunoff-Llach. |         |         |         |         |         |

### Obra pública
El primer gobierno de Roca se destacó por la gran cantidad de obra pública realizada, financiada con un alto déficit fiscal. El Estado financió un amplio plan de obras de infraestructura, principalmente ferrocarriles, puertos, edificios públicos y créditos subsidiados, que se precisaban para establecer el sistema de comercio internacional que puso a Europa, y dentro de Europa al Imperio británico, como centro industrial del mundo. 
La red ferroviaria pasó de 2516 a 6161 km durante su mandato. Asimismo una parte muy importante de los recursos se destinó a construir edificios importantes, principalmente en Buenos Aires y la nueva capital bonaerense, La Plata. Se inició una política de créditos a los particulares, de los cuales una proporción alarmante fue a parar a manos de especuladores y hasta de deudores crónicos, que nunca los cancelarían.
Durante su primer mandato (1880-1886) dictó en 1882 un decreto para la construcción del Puerto de Ensenada en la provincia de Buenos Aires, poco tiempo después de declarar a La Plata como capital de la misma. También en 1882 se aprobó en el Congreso el proyecto de construcción de un nuevo Puerto de Buenos Aires (Puerto Madero y Dock Sud), siguiendo el diseño de Eduardo Madero. La ley fue promulgada de inmediato por Roca, pero el contrato para su construcción se firmó en 1884 y las obras recién comenzaron en 1886, cuando Roca finalizó su mandato presidencial. El desarrollo de la infraestructura portuaria fue clave para permitir el crecimiento de las exportaciones e importaciones, así como el transporte de pasajeros, incluyendo la gran ola de inmigración europea y árabe que ingresó al país entre 1870 y 1930.

### Política monetaria y "período del gran endeudamiento"

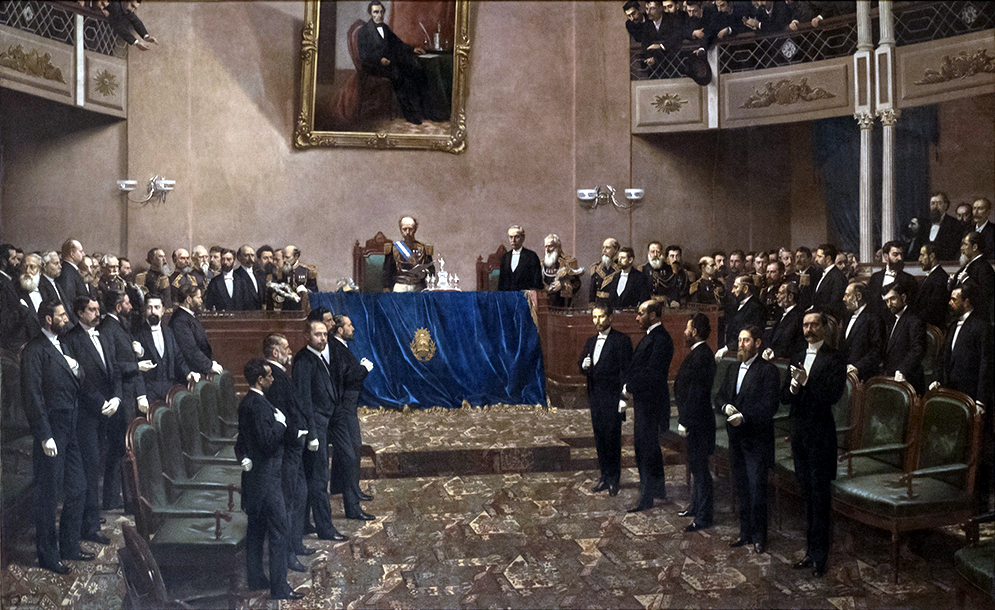
El presidente Roca inaugurando el período legislativo de 1886.

Roca fue quien creó la moneda argentina como tal, a la vez que adoptó una política de alto endeudamiento y déficit fiscal, que hicieron crecer fuertemente la deuda externa, y que continuó su concuñado y sucesor en el poder Miguel Juárez Celman, estallando una crisis en 1888, cuando el país entró en default durante cuatro años. El Estado nacional prácticamente carecía de moneda propia, a lo que el gobierno de Roca respondió creando el peso moneda nacional (símbolo: m$n), o "peso oro", debido a que se garantizaba su paridad con el oro, que solo pudo mantenerse durante 17 meses.
La Ley N.º 1130 de Moneda Nacional, sancionada en 1881, unificó el sistema monetario argentino y permitió la emisión de moneda a cinco bancos: Banco Nacional, Banco de la provincia de Buenos Aires, Banco de Córdoba, Banco de Santa Fe y Banco Otero. La nueva moneda comenzó a circular en julio de 1883.
En 1884 estalló una crisis que obligó a Roca a dejar sin efecto el peso-oro que había creado el año anterior, decretando el curso forzoso del papel moneda y tomando un nuevo empréstito externo.

Ya en 1884 los prestamistas europeos, inquietos por la frecuencia sin precedentes con que Argentina se presentaba en el mercado de préstamos, comenzaban a preocuparse.
Pablo Gerchunoff y Lucas Llach. 

Pese a esas señales, el alto déficit fiscal y el alto endeudamiento del país, el peso argentino se mantuvo un 40 % por encima del oro, llevando a que los mercados internacionales compraran grandes cantidades de bonos argentinos, en una operación que no tenía parangón a nivel mundial. La continuidad de la bonanza económica y del crecimiento de la producción agrícola —impulsada por esa misma bonanza— le permitió a Roca completar su mandato manteniendo su "audaz" política de déficit fiscal, inversiones y endeudamiento, sin mayores sobresaltos, pero los desequilibrios se manifestarían tan solo dos años después, cuando Argentina entró en default y la crisis económica creó un descontento social de enorme magnitud, que desembocó en la Revolución del Parque, conducida por una alianza liderada por Leandro Alem y Bartolomé Mitre, que causó la caída del presidente Juárez Celman.

### Política educativa y cultural

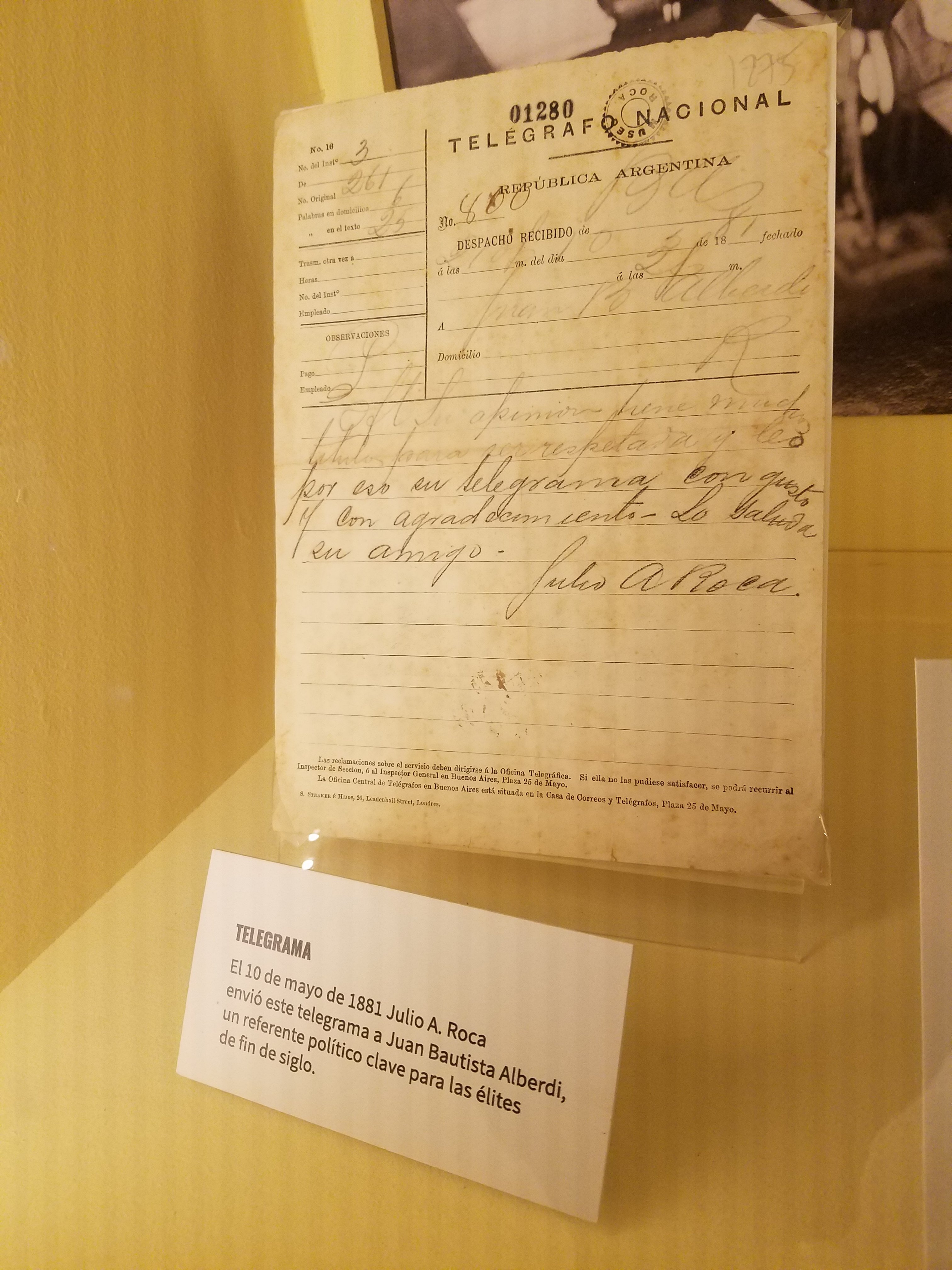
El 10 de mayo de 1881 Roca envió este telegrama a Juan B. Alberdi, quien se encontraba en Francia.

Impulsado por el laicismo, el presidente Roca y su gobierno se esforzaron por separar la Iglesia católica del Estado: se sancionó la ley de Registro Civil y, tras la celebración del primer Congreso Pedagógico Nacional, se impulsó la Ley 1420 de Educación, iniciativa del expresidente Domingo Faustino Sarmiento, por entonces director del Consejo Nacional de Educación, quien consideraba que la educación es la principal herramienta democratizante de una sociedad. La ley estableció la educación primaria obligatoria, gratuita y laica.  Previo a la sanción de esta ley, en 1883, se realizó el primer censo educativo de la nación (Censo Escolar Nacional), que permitió recabar datos exactos sobre la población en edad escolar, índices de alfabetización y condiciones de los establecimientos educativos existentes.  Este censo permitió el desarrollo de las políticas educativas posteriores a nivel nacional.
A través de la Ley de Educación, Roca y Sarmiento consiguieron tres objetivos: el primero, obligar el acceso a la educación básica de la población argentina; el segundo, reducir los niveles de analfabetismo nacional y el tercero, utilizar a estos recursos como un instrumental hábil para el afianzamiento de la democracia.
En virtud de esa ley se realizaron grandes progresos en cuanto a la alfabetización de la población: a su llegada existían 1214 escuelas públicas en todo el país, legando a su sucesor un total de 1804; las escuelas normales, destinadas a educar maestros, pasaron de 10 a 17, el total de docentes aumentó de 1915 a 5348, y el número total de alumnos pasó de 86.927 a 180.768.
El internuncio apostólico, monseñor Luigi Matera, atacaba con un tono exaltado la Ley de Educación porque prohibía a las escuelas públicas impartir educación religiosa, incluyendo velados llamados a la desobediencia civil. En respuesta, por orden del presidente Roca, el ministro Francisco J. Ortiz devolvió sus credenciales al nuncio y ordenó su salida inmediata del país; las relaciones exteriores con la Santa Sede quedaron interrumpidas durante varios años. Como respuesta se formó una agrupación política católica liderada por José Manuel Estrada, que pretendió enfrentar la hegemonía liberal y anticlerical del grupo gobernante, que consideraban atacaba a la religión tradicional.
El 25 de junio de 1885 se promulga la ley Estatutos de las Universidades Nacionales, también conocida como Ley Avellaneda.  La importancia de esta ley, redactada por Nicolás Avellaneda, radicaba en que otorgaba a las universidades autonomía en diversas cuestiones y un marco de funcionamiento sobre a la elección de rector a través de una asamblea universitaria y votación de profesores para cátedras vacantes, aunque su elección final dependía del poder ejecutivo. También posibilitaba a las facultades la elaboración de los planes de estudio. Otro punto relevante de la ley es la constitución de un fondo universitario propio obtenido a partir de los derechos universitarios (arancel).

### Ampliación del territorio argentino: territorios nacionales

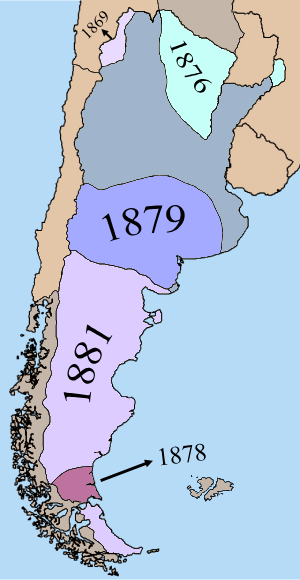
En gris, el territorio de Argentina antes de la presidencia de Roca.

Como presidente, Roca continuó con las acciones bélicas iniciadas en la década anterior con el fin de conquistar los territorios indígenas hacia el sur (región pampeana y Patagonia argentina) y hacia el norte (Gran Chaco).
Tras la fase principal de la llamada Conquista del Desierto o Puel Mapu según los pueblos indígenas (1878-1879) que él mismo comandó en el terreno, Roca decidió terminar con las últimas resistencias indígenas ordenando la Campaña al Neuquén y Río Negro (1880-1881) y la Campaña a los Andes (1882-1883), así como las campañas finales (1883-1885). Mediante esas campañas militares la República Argentina terminó de ocupar los actuales territorios de las provincias del Neuquén y Chubut, y el sur de la de Río Negro.
Hacia el norte, Roca continuó con la conquista del Chaco, que había iniciado el presidente Sarmiento en 1870. La campaña más importante fue la que comandó el ministro de Guerra Benjamín Victorica en 1884, derrotando a los grandes caciques qom Yaloshi (ejecutado y decapitado para utilizar su cabeza como símbolo de fundación del pueblo que bautizó con el nombre del presidente), Cambá y el mocoví Juan el Raí.
En 1884 se sancionó la Ley N.º 1532 de Territorios Nacionales, por la cual se establecieron los territorios nacionales de Misiones, Formosa y Chaco en el norte, y los de La Pampa, Neuquén, Río Negro, Chubut, Santa Cruz y Tierra del Fuego en el sur. Los habitantes de los territorios nacionales carecieron de derechos políticos hasta que fueron provincializados más de seis décadas después durante el gobierno de Juan Domingo Perón.
En los nuevos territorios hubo continuos conflictos de propiedad entre propietarios que habían comprado sus títulos en Buenos Aires y pobladores establecidos en el lugar. La situación de los indígenas era mucho peor, ya que eran reunidos a la fuerza en reducciones ubicadas en tierras marginales y que -en muchos casos- se mudaban periódicamente de lugar.
La única excepción la constituía la colonia galesa del Chubut, organizada social y culturalmente al margen de la sociedad argentina en 1865, pero cuidadosamente controlada por las autoridades. Desde 1884, tuvieron incluso su propio ferrocarril.

### Política exterior
La principal preocupación en política exterior del gobierno de Roca fue fijar los límites con Chile, que nunca habían sido determinados con suficiente precisión. Roca aprovechó que en ese año de 1881, Chile estaba disputando la guerra del Pacífico contra los aliados Bolivia y Perú, y le resultaba conveniente no tener un segundo frente abierto con Argentina. 
A este fin se firma en Buenos Aires el Tratado de Límites con ese país, del año 1881; que establecía "La línea fronteriza correrá en esa extensión por las cumbres más elevadas de dicha Cordillera que dividan las aguas y pasará por entre las vertientes que se desprenden a un lado y otro..." hasta el paralelo 52.º Sur; a partir de allí se fijaba que el Estrecho de Magallanes sería enteramente chileno, que una fracción de la isla Grande de Tierra del Fuego pertenecería a la Argentina, que las islas ubicadas al sur del canal de Beagle hasta el cabo de Hornos pertenecerían a Chile; mientras que la isla de los Estados y las demás islas que haya sobre el Atlántico al oriente de la Tierra del Fuego y costas orientales de la Patagonia pertenecerán a la República Argentina.
Si bien el tratado resultó un evidente avance, quedaban varios temas sin resolver, especialmente determinar los límites en las extensas áreas en que las “cumbres más elevadas” no coincidían con la divisoria de aguas.
Una expedición, al mando de Augusto Lasserre, visitó Tierra del Fuego en octubre de 1883, ocasión en que compró al misionero británico Thomas Bridges sus instalaciones sobre el canal de Beagle, fecha en que quedó fundada la ciudad de Ushuaia. La Argentina procuró también asegurarse la posesión de los valles más ricos de los Andes patagónicos; el gobernador del Territorio Nacional del Chubut, Luis Jorge Fontana, ocupó el Valle 16 de octubre, donde fundó la ciudad de Trevelin junto a los colonos galeses, en el mes de octubre de 1885.
En cuanto a las relaciones con Europa, el gobierno priorizó todas las acciones destinadas a estrechar relaciones comerciales o a fomentar la inmigración. Respecto a ésta, se firmaron acuerdos con varios países para asegurar la continuidad del flujo inmigratorio hacia la Argentina.
Las relaciones con Gran Bretaña, excelentes durante toda su presidencia, alentaron a Roca a reiniciar los reclamos argentinos por la soberanía sobre las islas Malvinas, que habían sido iniciadas en la época de Juan Manuel de Rosas, pero no habían sido formalmente reclamadas por ningún gobierno de la época de la Organización Nacional. Por orden del presidente Roca, el ministro Ortiz informó al representante del Reino Unido en Buenos Aires que su gobierno intentaba recurrir a un laudo internacional para zanjar el asunto. Pese a que ese mecanismo había sido fomentado por Gran Bretaña en distintos conflictos entre naciones sudamericanas, el intento fue rechazado de modo rotundo.
A fines de su mandato, el apoyo dado por su gobierno al militar uruguayo José Miguel Arredondo durante la Revolución de Quebracho generó un breve incidente con el Uruguay, que se solucionó con la promesa —que nunca se cumpliría— de castigar a los responsables de esa ayuda.

### Gabinete ministerial
| Cartera                                             | Titular                                                                    | Período |
| --------------------------------------------------- | -------------------------------------------------------------------------- | --- |
| Ministerio del Interior                             | Antonio del Viso Bernardo de Irigoyen Benjamín Paz Isaac Chavarría         | 12 de octubre de 1880—11 de febrero de 1882 12 de febrero de 1882—30 de mayo de 1885 30 de mayo de 1885—9 de febrero de 1886 10 de abril de 1886—12 de octubre de 1886 |
| Ministerio de Relaciones Exteriores                 | Bernardo de Irigoyen Victorino de la Plaza Francisco J. Ortiz              | 12 de octubre de 1880—11 de febrero de 1882 11 de febrero de 1882—25 de octubre de 1883 25 de octubre de 1883—12 de octubre de 1886                                    |
| Ministerio de Guerra y Marina                       | Benjamín Victorica Carlos Pellegrini                                       | 12 de octubre de 1880—11 de julio de 1885 11 de julio de 1885—12 de octubre de 1886                                                                                    |
| Ministerio de Hacienda                              | Santiago Cortínez Juan José Romero Victorino de la Plaza Wenceslao Pacheco | 12 de octubre de 1880—9 de abril de 1881 9 de abril de 1881—12 de octubre de 1883 25 de octubre de 1883—9 de marzo de 1885 9 de marzo de 1885—12 de octubre de 1886    |
| Ministerio de Justicia, Culto e Instrucción Pública | Manuel D. Pizarro Eduardo Wilde                                            | 12 de octubre de 1880—13 de febrero de 1882 14 de febrero de 1882—12 de octubre de 1886                                                                                |

## Acción tras su primera presidencia
Fue sucedido por su concuñado, Miguel Juárez Celman, aunque los resortes de la política nacional siguieron en buena medida en manos de Roca. El esfuerzo de Juárez Celman por apropiarse de la estructura del PAN llevó a la concentración de todo el poder en manos del presidente, lo que se llamó el Unicato. El nombre provenía de su intención ser reconocido como Jefe Único de la Nación. En su mensaje al Congreso del año 1889, Juárez Celman afirmó que

No existe otro partido que el Partido Autonomista Nacional, al cual pertenecen las mayorías parlamentarias y todos los gobiernos de la nación y sus estados.

Hacia 1890 hizo eclosión una grave crisis económica, que sumada a la corrupción y la oposición generalizada a las pretensiones hegemónicas de Juárez Celman, crearon el ámbito propicio para la Revolución del Parque, que estalló el 26 de julio de 1890: los rebeldes controlaron gran parte de la ciudad de Buenos Aires durante tres días, aunque fueron finalmente derrotados. Pero Juárez Celman no contaba ya con apoyo alguno: el expresidente Roca se había enemistado profundamente con él, y el vicepresidente Carlos Pellegrini le negó su apoyo, por lo que el presidente tuvo que renunciar.
Durante la presidencia de Pellegrini, Roca se mostró como su principal aliado político; con su apoyo, el nuevo presidente logró revertir la crisis por medio de un programa de austeridad, la renegociación de la deuda pública y la reformulación del sistema bancario en base al Banco de la Nación Argentina, fundado en 1891. La continua expansión del área sembrada, especialmente de trigo, junto al alza de los precios de este y de la carne ayudaron significativamente a superar la crisis; el ciclo de la lana daba paso al ciclo de los granos y la carne.
En 1891 se inició la búsqueda de un sucesor en la presidencia: la principal candidatura parecía ser la de Roque Sáenz Peña, líder del Partido Modernista, seguida por la del expresidente Bartolomé Mitre, candidato de la Unión Cívica, que había liderado la revolución del 90. Roca comenzó a maniobrar para destruir ambas amenazas: primeramente ofreció a Mitre la candidatura presidencial por el PAN, a cambio de que uniera las listas de candidatos del partido oficialista y de la UC. La mayoría de la Unión Cívica rechazó el acuerdo, por lo que los seguidores de Mitre se separaron de la misma, fundando la Unión Cívica Nacional, que durante diez años continuaría con la política del acuerdo. Por su parte, los miembros de la otra facción fundaron la Unión Cívica Radical, dirigida por Leandro N. Alem.
Entonces Roca convenció a Mitre de que ambos debían mostrarse prescindentes, y a continuación convenció al padre de Roque Sáenz Peña, Luis Sáenz Peña —un jurista con muy escasa vocación política— de ser el candidato oficialista a la presidencia. El hijo renunció a su candidatura presidencial para no enfrentar al padre.
Por último, convenció a Pellegrini de arrestar a Alem y los principales dirigentes radicales, acusándolos de haber planeado una sangrienta revolución. Preso el candidato presidencial de la UCR, las elecciones se hicieron sin otra lista que la oficialista: Luis Sáenz Peña y José Evaristo de Uriburu fueron elegidos presidente y vice por unanimidad del Colegio Electoral.
Durante la presidencia de Sáenz Peña tuvo lugar una nueva revolución radical, la cual —sumada a la evidente incapacidad del presidente para llevar adelante una gestión política— llevó a su renuncia en 1895. Tras una frustrada participación en elecciones provinciales, la UCR se encerró en una abstención electoral absoluta.
El sucesor de Luis Sáenz Peña fue José Evaristo Uriburu, un político capaz pero sin ambiciones personales; bajo su gobierno, Roca se presentó como el único candidato capaz de reunir los apoyos necesarios —tanto a nivel del gobierno nacional como en las provincias— para sostener una candidatura presidencial exitosa. Sobre la base de acuerdos entre cúpulas y elecciones fraudulentas, Roca volvió a ser elegido presidente en 1898.

## Segunda presidencia

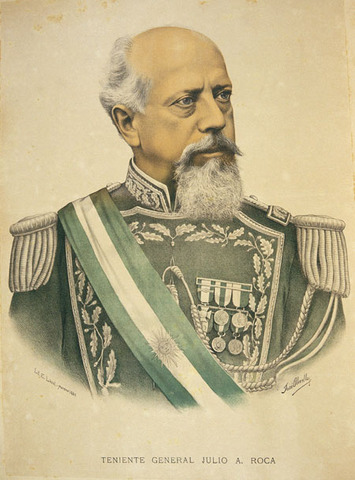
Al asumir su segunda presidencia, Roca parecía prematuramente anciano.

Roca asumió por segunda vez la presidencia de la Argentina el 12 de octubre de 1898. Todas las provincias le respondían excepto la de Buenos Aires, donde triunfó Bernardo de Irigoyen de la Unión Cívica Radical, partidario de llegar a acuerdos con el roquismo y enfrentado al ala revolucionaria dirigida por Hipólito Yrigoyen, que sostenía la abstención electoral mientras no existiera un sistema de elecciones libres basada en el voto secreto.

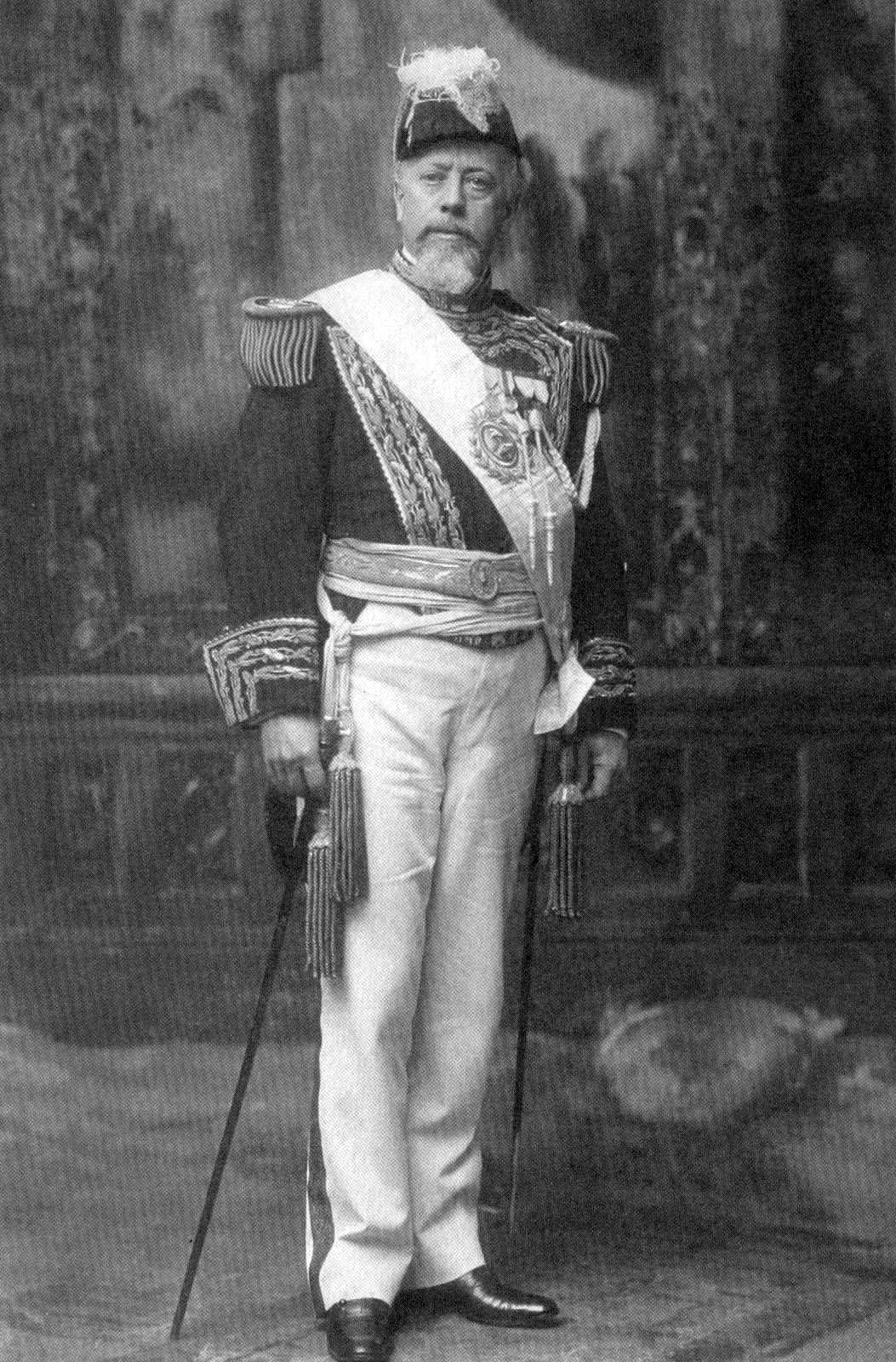
Retrato del presidente en 1900

### Política económica
La economía argentina había sufrido importantes cambios en la década anterior, dejando de girar en torno a la exportación de la lana para pasar a depender de las exportaciones de carnes vacunas —primeramente congeladas y luego enfriadas— y de granos, principalmente trigo, maíz y lino.
El ministro de Obras Públicas Emilio Civit inició una moderada reforma en la política de concesiones ferroviarias, frenando la expansión de las empresas privadas, aumentando la extensión de las líneas estatales y ejerciendo, con algún rigor, el control de las tarifas de las empresas británicas, que estaban conscientemente diseñadas para perjudicar las producciones locales que pudieran competir con las británicas.
Durante sus presidencias continuó el desarrollo de la telegrafía argentina: en 1905 se finalizó el enlace telegráfico que unía Cabo Vírgenes en el Estrecho de Magallanes con la red nacional, que para entonces contaba con 50.000 km de recorrido, que con relación a una población de ocho millones de habitantes, la convirtió en una de las más importantes del mundo. También sería uno de los principales propulsores del uso militar de dicha tecnología.
La economía seguía creciendo, movida por un constante aumento de los precios agropecuarios, que se mantenía desde los años de Uriburu. De modo que el presidente quiso aprovechar la ocasión para reorganizar la situación financiera y unificar las deudas externas. Pero la situación económica se complicó cuando se inició una rápida baja del valor del papel moneda en relación con el oro. En términos actuales, se había producido un proceso de inflación acelerada en términos de papel moneda. Solo quienes tenían sus ingresos asegurados en pesos oro estaban libres de la misma. En respuesta, el senador Pellegrini presentó y defendió la Ley de Conversión, que era un primer paso para el regreso a la libre convertibilidad.
Dos años más tarde, el mismo Pellegrini fue encargado por el presidente de iniciar gestiones en Europa para unificar la deuda externa del país: debía canjear una deuda de 392 millones de pesos oro a distintas tasas por otra de 435 millones al 4 %. Según Pellegrini, eso significaría un ahorro neto de 10 millones, pero la opinión pública entendió que se aumentaba el monto total en 43 millones.
Cuando el proyecto fue presentado en el Senado, fue aprobado por una escasa diferencia de los senadores presentes, porque la mayor parte de sus opositores se había ausentado. Y en la discusión en la Cámara de Diputados, Pellegrini mismo debió confesar al diputado José Antonio Terry que el país se comprometía a girar diariamente a una cuenta especial en el Banco de la Nación el 8 % de los ingresos diarios de la Aduana. La opinión pública estalló de indignación y una gran cantidad de estudiantes salió a la calle –en Buenos Aires, Rosario y La Plata– para protestar contra el proyecto y también contra la ausencia de una democracia real. Fue la manifestación opositora más grande que se hubiera visto hasta entonces en el país, y concluyó con incidentes de violencia.
El gobierno respondió pidiendo al Congreso la declaración del estado de sitio, y enseguida el presidente retiró el proyecto de unificación de la deuda, asignándole la autoría del mismo a Pellegrini.

### Política exterior

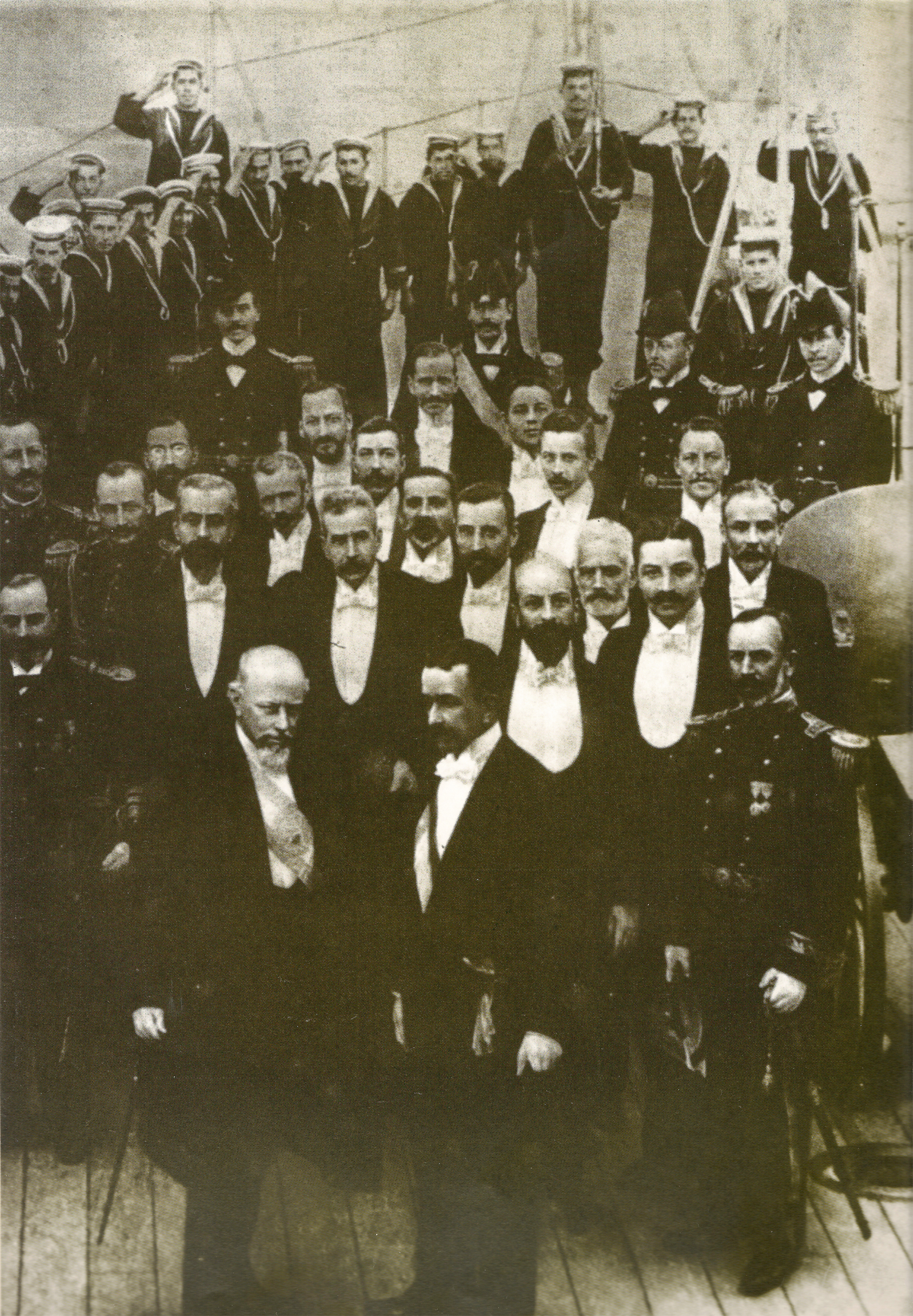
Roca y su par chileno Federico Errázuriz en el Estrecho de Magallanes.

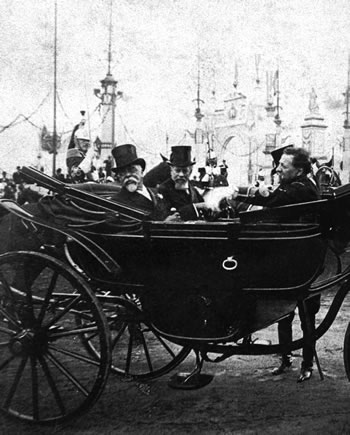
Roca recorre la Ciudad de Buenos Aires junto a su par brasileño Manuel Ferraz de Campos Sales (1900; Archivo AGN).

A menos de tres meses de iniciado su gobierno, Roca emprende un viaje al sur del país; el primer paso fue una breve visita a la colonia galesa del Chubut. Siguió su navegación hasta Ushuaia y desde allí prosiguió su viaje por el Canal Beagle hacia el oeste, continuando luego por el Estrecho de Magallanes hasta Punta Arenas, donde se entrevistó con el presidente Errázuriz, en un gesto que sirvió para acelerar la resolución del litigio de la Puna de Atacama, la cual se resolvió con un laudo arbitral del presidente estadounidense James Buchanan, que este saldó el 24 de marzo de 1899. Como consecuencia del mismo, en el año 1900 se creó el nuevo Territorio Nacional de Los Andes.
A continuación visitó el Uruguay y el Brasil, visitas que fueron correspondidas por los presidentes de esos países, en un intercambio sin mayores consecuencias.
En 1901, por iniciativa presidencial, el gobierno reinició las relaciones diplomáticas con la Santa Sede; en los años siguientes hizo varios gestos de acercamiento con la jerarquía católica.
El 28 de mayo de 1902, su representante en Chile firmó con ese país los llamados Pactos de mayo, que limitaban la carrera armamentista con ese país, y acordaba someter al arbitraje de la Corona británica los diferendos limítrofes que ya se habían suscitado y los que se suscitaran en el futuro.
En diciembre de 1902, el canciller Luis María Drago inició una amplia campaña para repudiar el ataque militar por parte del Reino Unido y el Imperio alemán a las costas de Venezuela en reclamo del pago de deudas, estableciendo la Doctrina Drago, principio de aceptación universal desde entonces, que prohíbe que la deuda pública pueda dar lugar a una intervención armada.
En 1902, el alférez José María Sobral participó en la expedición de Otto Nordenskjöld, que a su vez fue rescatada al año siguiente, tras la pérdida del buque en que viajaban, por el teniente Julián Irízar. En 1904, la Argentina inició la ocupación del primer establecimiento permanente en territorio antártico, al establecer una base en las islas Orcadas del Sur.

### La «cuestión social»
Durante su segunda presidencia se produjo un auge del naciente movimiento obrero argentino: en 1901 se fundó la primera central sindical argentina, que sería conocida como FORA y el 22 de noviembre de 1902 se declaró la primera huelga general. El tema era conocido en aquellos años como "cuestión social" o "cuestión obrera", y fue enfrentado por Roca desde dos ángulos: un ángulo represivo y un ángulo concesivo. Desde el ángulo represivo sancionó leyes y ordenó las primeras represiones armadas contra las manifestaciones obreras y los sindicatos. Desde el ángulo concesivo dio inicio en la Argentina al derecho de la seguridad social y al derecho laboral.
Desde el ángulo represivo, Roca llevó adelante una política de represión del movimiento obrero que tomó forma principalmente en la Ley n.º 4144 de Residencia de Extranjeros, más conocida como Ley de Residencia o Ley Cané, sancionada en 1902, que permitía el encarcelamiento y expulsión de inmigrantes sin juicio previo. Un tango cantado por Gardel, Al pie de la Santa Cruz, protesta contra aquellas persecuciones diciendo que "Se venga de un hombre la ley patronal". La política represiva del gobierno de Roca, adoptó un fuerte tono racista, clasista y antiinmigración, que fue encarnada principalmente por el ministro Miguel Cané.
Durante el gobierno de Roca se produjeron también los primeros asesinatos causados por la policía en las huelgas y manifestaciones sindicales, iniciando con el asesinato de Cosme Budislavich el 20 de octubre de 1901, una trágica sucesión de masacres obreras que se ha extendido hasta los tiempos actuales. El 1 de mayo de 1904 ordenó la represión por la policía de una reunión de aproximadamente 70.000 trabajadores en el barrio porteño de La Boca, la cual produjo la muerte de Juan Ocampo, un marinero de dieciocho años; durante su velatorio la policía también irrumpió y se llevó su cuerpo.
El 20 de septiembre de 1904, pocos días antes de finalizar su mandato, Roca inició el sistema de seguridad social argentino, al promulgar la ley de creación la Caja Nacional de Jubilaciones y Pensiones para los Funcionarios, Empleados y Agentes Civiles, sobre la base de un sistema contributivo público de reparto. Si bien existían en la legislación argentina algunos antecedentes, fue la Ley N.º 4349 la que se considera como punto inicial. Por esa razón el 20 de septiembre se considera en Argentina como el "Día del Jubilado y la Jubilada". Con el paso de los años el beneficio, que abarcaba inicialmente a todos los empleados y funcionarios públicos, fue reclamado y obtenido por nuevos sectores de trabajadores públicos y privados que obtendrían sus propias "cajas": bancarios, empleados de comercio, industria, empleados provinciales, etc.
Roca anticipó también la legislación laboral en Argentina. En su mensaje al Congreso dando inicio a las sesiones de 1904, Roca anunció y recomendó sancionar un proyecto de Ley Nacional de Trabajo, enviado por el Poder Ejecutivo, regulando el trabajo y las relaciones obrero-patronales. El proyecto de Ley Nacional del Trabajo, había sido elaborado bajo la gestión del ministro Joaquín V. González, en base al Informe sobre el estado de las clases obreras argentinas encomendado a Juan Bialet Massé. Constaba de 465 artículos y regulaba todos los aspectos de las relaciones laborales (contrato de trabajo, intermediarios, accidentes de trabajo, trabajo a domicilio, trabajo de los menores y mujeres, contrato de aprendizaje, contrato de los indios, higiene y seguridad; asociaciones patronales y obreras, autoridades administrativas y tribunales de conciliación y arbitraje). Acusado de violar la "libertad de comercio", el proyecto no llegó a ser debatido como un todo, pero fue tenido en cuenta para sancionar al año siguiente la primera ley laboral argentina, la Ley N.º 4661 de Descanso Dominical, proyectada por el diputado Alfredo Palacios, quien había sido elegido en representación del barrio obrero de La Boca el año anterior, y se constituyó en el primer legislador socialista en América.

### Política educativa

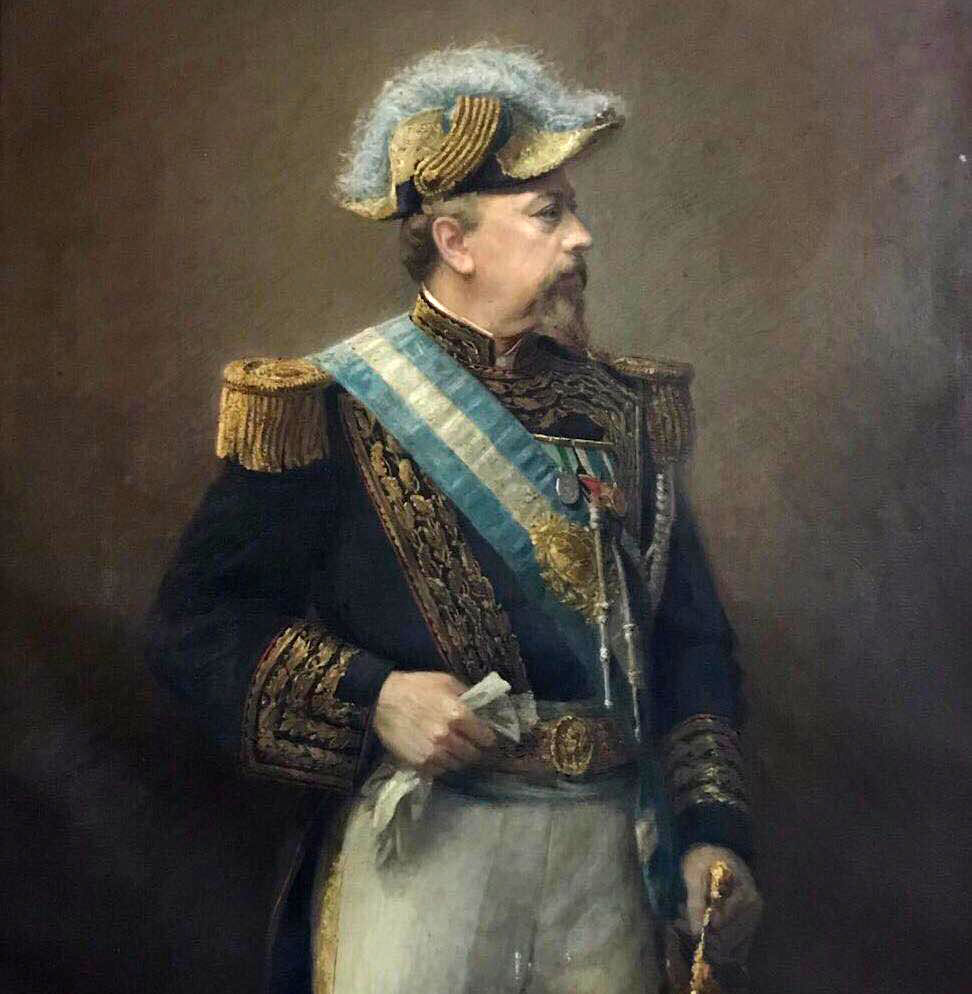
Retrato del general Roca durante su segundo mandato

Su ministro de instrucción pública, Osvaldo Magnasco, proyectó crear gran cantidad de escuelas técnicas y agrotécnicas, de las que hasta entonces existían muy pocas. El intento fue rechazado por el congreso, y Magnasco debió renunciar después de haber creado apenas unas decenas de escuelas técnicas.

### Política en defensa
El primer ministro de guerra de Roca, Luis María Campos, fundó la Escuela Superior de Guerra para lograr una formación constante y renovada del pensamiento militar argentino, así como la investigación ininterrumpida en materia de defensa nacional, estrategia e historia militar. Su segundo ministro de guerra, Pablo Riccheri, estableció el servicio militar obligatorio por la Ley 4031.
Continuando la política estratrégica en materia de defensa naval, iniciada por José Evaristo Uriburu, comenzó la construcción del Puerto Militar el 19 de mayo de 1898 y finalizó la primera etapa en 1902, con la inauguración del Dique de Carena por parte del mismo presidente Roca, a bordo del Acorazado Garibaldi.
También se inició una acelerada modernización del ejército y se adquirieron nuevas bases militares, como Campo de Mayo, con la intención de evitar que los cuarteles dentro de la capital fueran instrumento para revoluciones militares. Se refundó el Regimiento de Granaderos a Caballo que había creado el general José de San Martín, para funcionar como escolta del presidente de la nación.

### Situación política
En respuesta al desaire en el tema de la deuda pública, Pellegrini rompió con Roca y comenzó a formar el Partido Autonomista, en que comenzaron a militar varios dirigentes que habían sido seguidores de Juárez Celman y los miembros de un efímero Partido Demócrata, y al que se unió también Roque Sáenz Peña. Por su parte, los seguidores de Mitre habían abandonado la Unión Cívica Nacional para formar un nuevo partido, el Partido Republicano. A pesar de la importancia que la prensa les asignaba, en las elecciones de 1902 –en que aún no se había aprobado el sistema uninominal– ambos partidos obtuvieron pobres resultados.
En la provincia de Buenos Aires, Marcelino Ugarte derrotó al candidato de Roca y del gobernador Irigoyen, con lo que accedió al gobierno; enseguida reforzó su estructura caudillista, extendió las redes de sus contactos, y negoció su incorporación al Partido Nacional.
Si bien animado por la misma concepción de «progreso» —creación de infraestructura, fomento de la inmigración, definición de un perfil agroexportador— que el grupo de Roca, Carlos Pellegrini y otros políticos del autonomismo como Roque Sáenz Peña se plantearon la necesidad de abandonar el caudillismo en la política y el fraude electoral como mecanismo de acceso al poder, buscando abrir aunque fuera un poco los canales de participación y aumentar el número de votantes.
El alejamiento de Pellegrini provocó una crisis de gabinete y obligó a Roca a reorganizar el PAN. Durante el resto de su mandato debió cambiar de ministros varias veces.
Por su parte, sorprendido por las protestas de julio de 1901, Roca decidió distraer a la opinión pública proponiendo y logrando la sanción de una Ley que establecía una reforma política ideado por el ministro del Interior, Joaquín V. González: en busca de aumentar la representatividad de los diputados, se reemplazaba el sistema de elecciones por lista completa por una división del país en circunscripciones, en cada una de las cuales se elegiría un diputado.
Roca decidió controlar la elección de su sucesor, para lo que convocó a una Convención de Notables, que discutió varias alternativas. Tras el fracaso de la casi segura candidatura de Felipe Yofre, ésta eligió a un antiguo mitrista, Manuel Quintana, y al exgobernador cordobés José Figueroa Alcorta para vicepresidente.
La ley de circunscripciones uninominales se aplicó solamente a la elección de diputados nacionales y electores de presidente en el año 1904; no tuvo efectos notables en la distribución de cargos políticos, con la sola excepción de la elección de Alfredo Palacios, primer diputado del Partido Socialista, que había sido fundado en 1896. Por su parte, Quintana fue elegido por aplastante mayoría, en unas elecciones en que el número de votos solo aumentó significativamente en Buenos Aires y la Capital.
Por su parte, el sector de la Unión Cívica Radical que seguía a Hipólito Yrigoyen y se oponía el régimen electoral fraudulento que el roquismo sostenía sobre la base del voto cantado, mantenía su postura abstencionista y organizaba un nuevo levantamiento armado, que se concretaría en la Revolución radical de 1905.

### Gabinete ministerial
| Cartera                                      | Titular                                                                                | Período |
| -------------------------------------------- | -------------------------------------------------------------------------------------- | --- |
| Ministerio del Interior                      | Felipe Yofre Joaquín V. González                                                       | 12 de octubre de 1898 – 26 de agosto de 1901 9 de septiembre de 1901 – 12 de octubre de 1904 |
| Ministerio de Relaciones Exteriores y Culto  | Amancio Alcorta Felipe Yofre Luis María Drago José A. Terry                            | 12 de octubre de 1898 – 21 de enero de 1899 21 de enero de 1899 – 7 de mayo de 1902 9 de mayo de 1902 – 18 de julio de 1903 20 de julio de 1903 – 12 de octubre de 1904                                                       |
| Ministerio de Hacienda                       | José María Rosa Enrique Berduc Marco Avellaneda                                        | 12 de octubre de 1898 – 7 de abril de 1900 7 de abril de 1900 – 5 de julio de 1901 11 de julio de 1901 – 12 de octubre de 1904                                                                                                |
| Ministerio de Justicia e Instrucción Pública | Osvaldo Magnasco Juan E. Serú Joaquín V. González Juan Ramón Fernández                 | 12 de octubre de 1898 – 1 de julio de 1901 11 de julio de 1901 – 15 de enero de 1902 15 de enero de 1902 – 22 de abril de 1902 22 de abril de 1902 – 12 de octubre de 1904                                                    |
| Ministerio de Agricultura                    | Emilio Frers Emilio Civit Martín García Merou Ezequiel Ramos Mexía Wenceslao Escalante | 12 de octubre de 1898 – 1 de septiembre de 1899 1 de septiembre de 1899 - 11 de enero de 1900 11 de enero de 1900 - 21 de marzo de 1901 21 de marzo de 1901 - 18 de julio de 1901 18 de julio de 1901 – 12 de octubre de 1904 |
| Ministerio de Obras Públicas                 | Emilio Civit Wenceslao Escalante                                                       | 12 de octubre de 1898 –? 1904 – 12 de octubre de 1904 |
| Ministerio de Guerra                         | Luis María Campos Rosendo Fraga Pablo Riccheri                                         | 12 de octubre de 1898 – 8 de agosto de 1899 8 de agosto de 1899 – 13 de julio de 1900 13 de julio de 1900 – 12 de octubre de 1904                                                                                             |
| Ministerio de Marina                         | Martín Rivadavia Onofre Betbeder                                                       | 12 de octubre de 1898 – 23 de febrero de 1901 23 de febrero de 1901 – 12 de octubre de 1904 |

## Corrupción: el verboatalivar
Julio Argentino Roca ha sido considerado como uno de los funcionarios públicos que más se enriquecieron mediante la función pública. "Junto a sus hermanos y parientes políticos tejió una red de negociados en base a la repartición de la tierra indígena y de sus antiguos habitantes que le reportaron fabulosas ganancias".
Su primera propiedad fue una estancia de 35 leguas adquirida tres años antes de ser presidente, en un remate escandaloso. Durante su presidencia, en 1881, la Legislatura de la provincia de Buenos Aires, controlada por su partido, le donó 60.000 hectáreas en el lugar que él dispusiera. En 1887, durante la presidencia de su concuñado, el Congreso Nacional, siempre controlado por su partido, lo premió otorgándole otras 15.000 hectáreas.
El expresidente Domingo Faustino Sarmiento denunció la corrupción roquista desde su diario El Censor en los siguientes términos:

[La Campaña del Desierto] fue un pretexto para levantar un empréstito enajenando la tierra fiscal a razón de 400 nacionales la legua, a cuya operación, la Nación ha perdido 250 millones de pesos oro ganados por los Atalivas, Goyos y otras estrellas del cielo del presidente Roca. Pero si se puede explicar, aun cuando no se justifique, esta medida antieconómica y ruinosa para el Estado, por la famosa Campaña del Desierto, después de que ésta se realizó sin batallas ni pérdidas de ningún género para el gobierno, no hay razón, no hay motivo alguno para que tal empréstito continúe hoy abierto... para los amigos del general Roca, máxime cuando la suscripción se cerró hace ya mucho tiempo. Es necesario llamar a cuentas al presidente y a sus cómplices en estos fraudes inauditos. ¿En virtud de qué ley, el general Roca, clandestinamente, sigue enajenando la tierra pública a razón de 400 nacionales la legua que vale 3000? El presidente Roca, haciendo caso omiso de la ley, cada tantos días remite por camadas a las oficinas del crédito público órdenes directas, sin expedientes, ni tramitaciones inútiles para que suscriba a los agraciados, que son siempre los mismos, centenares de leguas. Allí están los libros del Crédito Público que cantan y en voz alta para todo el que quiera hacer la denuncia al fiscal. Al paso que vamos, dentro de poco no nos quedará un palmo de tierra en condiciones de dar al inmigrante y nos vemos obligados a expropiar lo que necesitamos, por el doble del valor, a los Atalivas.
Domingo F. Sarmiento. 

La mayor parte de los negociados de Roca fueron realizados por su hermano Ataliva, quien obraba como testaferro. Entre otras adquisiciones indebidas, Ataliva Roca recibió 160.000 hectáreas de tierra en la provincia de La Pampa. La corrupción roquista llegó a tal nivel de escándalo, que el expresidente Domingo Faustino Sarmiento inventó el verbo "atalivar" para referirse a la corrupción, verbo que ingresó al habla cotidiana hasta al menos mediados del siglo XX.
El historiador Ricardo Titto relata la historia del verbo "atalivar" del siguiente modo:

El hermano de Roca se llamaba Ataliva y era el que manejaba las coimas y el que se ha favorecido siempre para armar al ejército en la campaña al desierto. Era el que manejaba los porcentajes que iban para la familia del Gobierno y los porcentajes de coimas que tenían que poner los empresarios de la época... El hermano de Roca quedó en la historia como el que le dio verbo al tema de la coima institucional en la Argentina.
Ricardo Titto. 

## Últimos años y fallecimiento

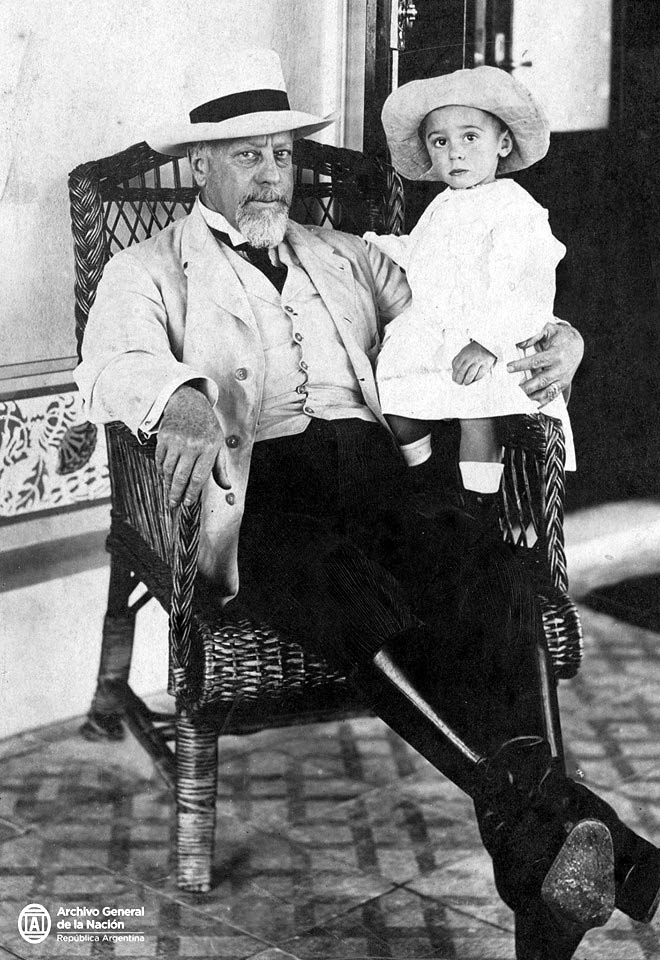
El general junto a uno de sus nietos, en la estancia en Córdoba (1905)

Terminado su mandato, Roca se alejó de la vida pública, residiendo la mayor parte del tiempo en su estancia «La Paz», cerca de Ascochinga, Córdoba. Aunque el autonomismo siguió controlando el gobierno por una década más, la falta de su conducción permitió a un sector del mismo desafiar a los amigos de Roca. Durante la presidencia de José Figueroa Alcorta se dedicaron a obstruir todas sus iniciativas en el Congreso. 
Desde 1904 se produjo el paulatino alejamiento del expresidente a los cargos, pero no de la política: Roca siguió gravitando en la escena pública. Se dedicó a viajar con su familia por Europa y luego a residir en su estancia La Larga. 
En sus últimos años realizó dos viajes a Brasil, con el objetivo diplomático de suavizar las tensiones. Uno en 1907 y otro en 1912. Fueron sus últimos servicios a la nación.
En enero de 1908, el Congreso se negaba todavía a tratar el Presupuesto Nacional para el año que ya había empezado. Figueroa Alcorta retiró el proyecto, decretó que regía el presupuesto del año anterior y clausuró el Congreso con la policía.
A continuación intervino activamente en la política de las provincias, declaró la intervención federal de dos de ellas, se alió con antiguos colaboradores de Juárez Celman y amigos de Pellegrini; con el PAN completamente renovado derrotó a los amigos de Roca en marzo de 1908, logrando mayoría parlamentaria y unificando los gobiernos provinciales bajo su dirección. El esquema político de Roca estaba liquidado.
El general Julio Argentino Roca falleció el 19 de octubre de 1914 en la ciudad de Buenos Aires, capital de la República Argentina. Sus restos reposan en el Cementerio de la Recoleta, ubicado en dicha ciudad.
Herencia
Roca dejó un patrimonio de más de 15 millones de pesos papel de la época, equivalentes a más de 6.600.000 pesos oro, y a más de 1.300.000 libras esterlinas de oro. Un peso oro era igual a 2,27 pesos papel (moneda nacional). Cada peso oro tenía 1,45161 gramos de oro fino. La libra esterlina tenía 7,3217 gramos de oro fino. 

## Homenajes y cuestionamientos
Julio Argentino Roca es objeto de ciertas disputas sobre la valoración de su papel en la historia argentina. 
Por un lado, durante el siglo XX la figura de Roca ha sido reconocida por la llamada «historia oficial» como la de uno de los estadistas que forjó las bases de la República Argentina. Desde esa posición Roca ha sido homenajeado designando con su nombre a numerosas ciudades, departamentos, lagos, calles, avenidas, plazas, monumentos —el más emblemático es el que se encuentra en Buenos Aires—, parques, escuelas y líneas ferroviarias de todo el país. A modo de ejemplo pueden citarse: la ciudad de General Roca de la provincia de Río Negro, la localidad Presidencia Roca de la provincia del Chaco, la localidad Presidente Roca de la provincia de Santa Fe, la Colonia General Roca de la provincia de Entre Ríos, el Departamento General Roca de la provincia de Córdoba, el lago Roca en la provincia de Río Negro, la avenida Presidente Julio Argentino Roca de la ciudad de Buenos Aires, la avenida Julio A. Roca de la ciudad de Córdoba, la escuela Presidente Roca de la ciudad de Buenos Aires, y la compañía ferroviaria Ferrosur Roca. El decreto 32.574, firmado el 1 de marzo de 1948 por el presidente Juan Domingo Perón, reorganizó las antiguas compañías de ferrocarril, incluyendo a los Ferrocarriles del Estado, en sus fundamentos expresa “que es un deber del gobierno mantener vivo en el pueblo el culto a la memoria de los forjadores de la nacionalidad, como tributo de gratitud a sus patrióticos afanes y para fortalecer los sentimientos de solidaridad con nuestro pasado”, y bautiza una de sus líneas como Ferrocarril General Roca.  
En la ceremonia de investidura del actual presidente de la Nación Argentina, Javier Milei, el 10 de diciembre de 2023, este último hizo referencia a Julio Argentino Roca como "uno de los mejores presidentes de la historia argentina". Durante su discurso al pueblo de la Nación, el presidente Milei citó una frase pronunciada por Roca en su discurso de asunción ante el Congreso el 12 de octubre de 1880.

Algunos de los tantos monumentos al prócer nacional
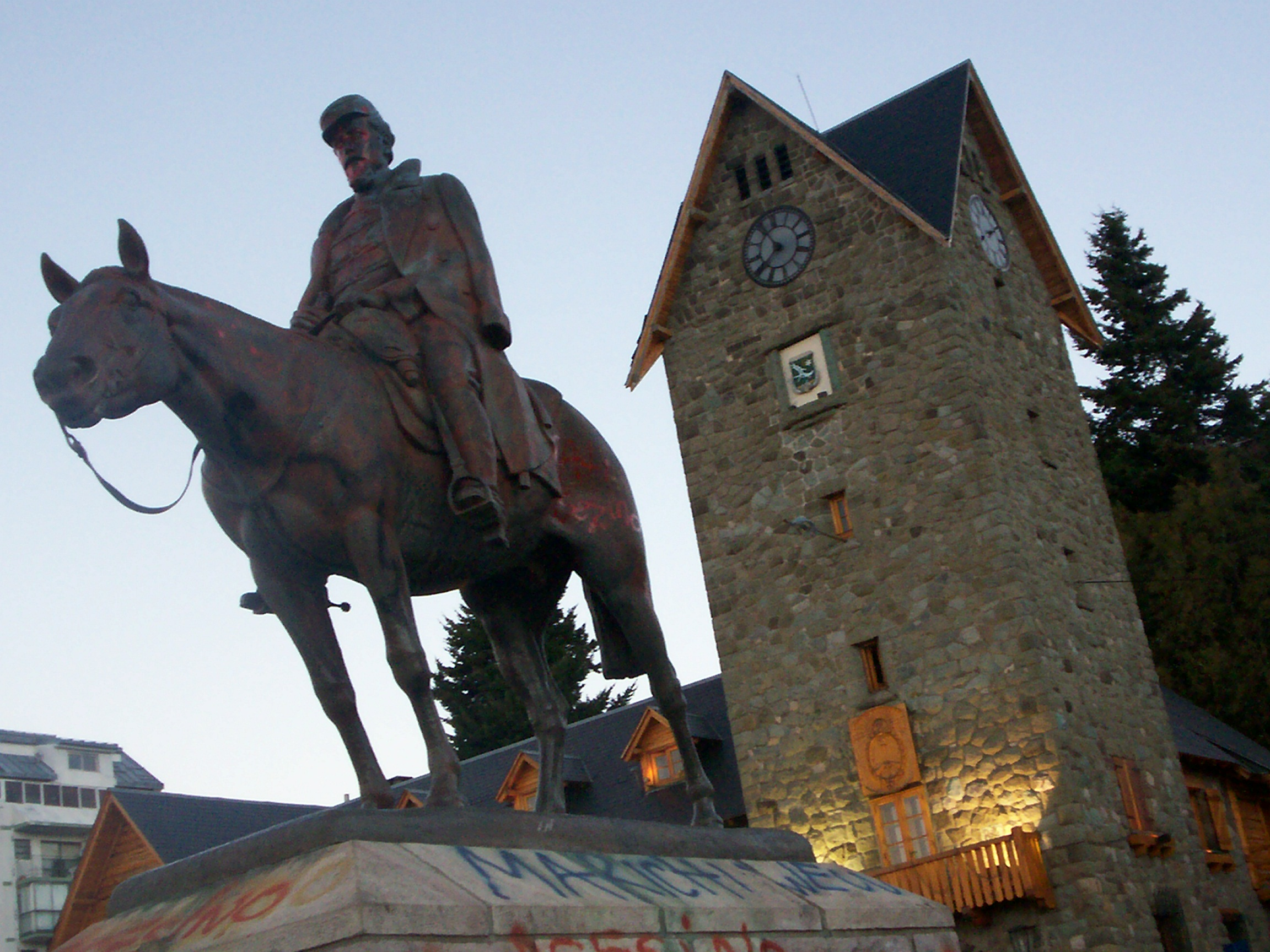
Monumento ecuestre a Julio Argentino Roca (Centro Cívico de Bariloche).
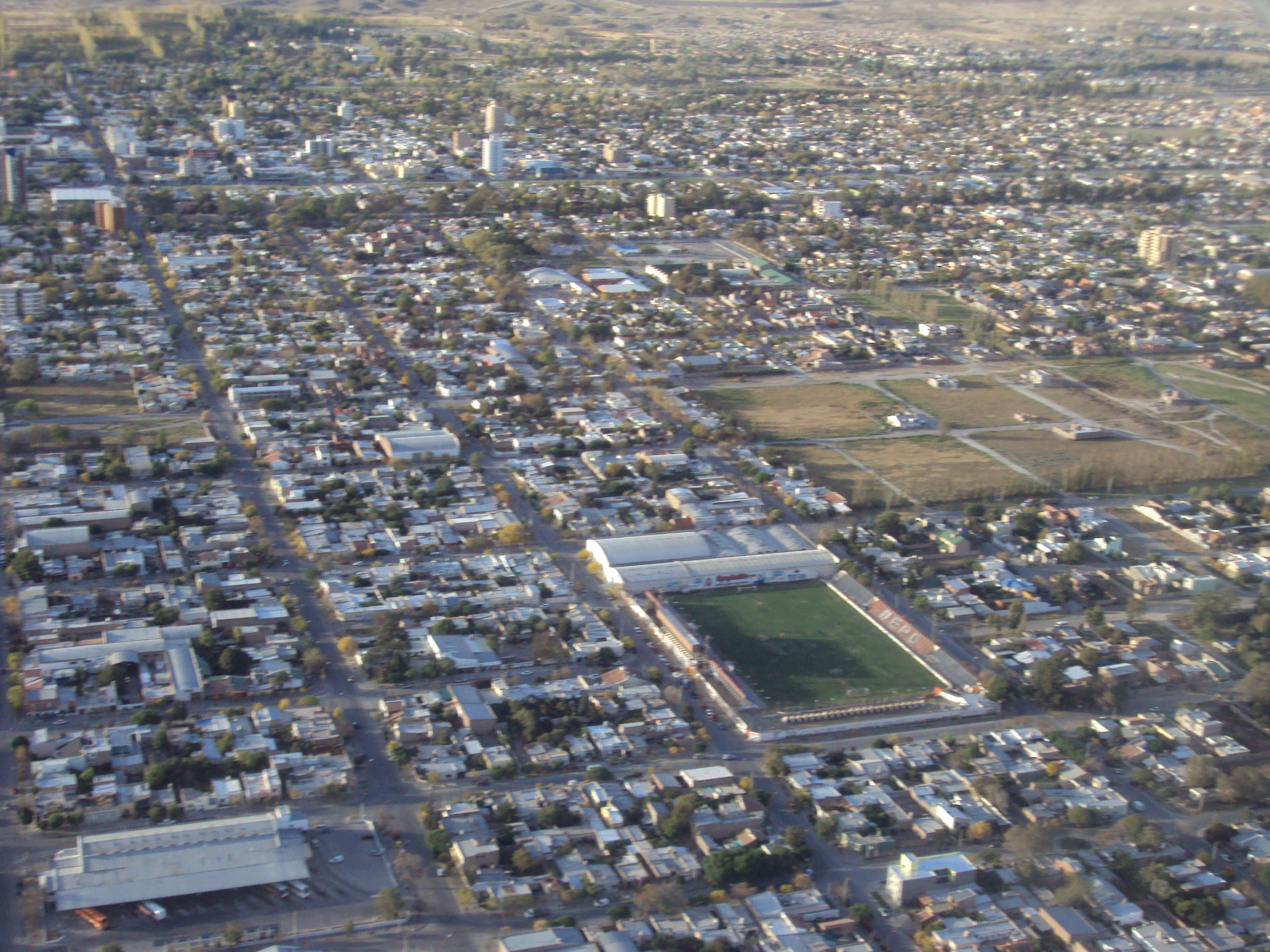
Vista aérea de la ciudad de General Roca (provincia de Río Negro).
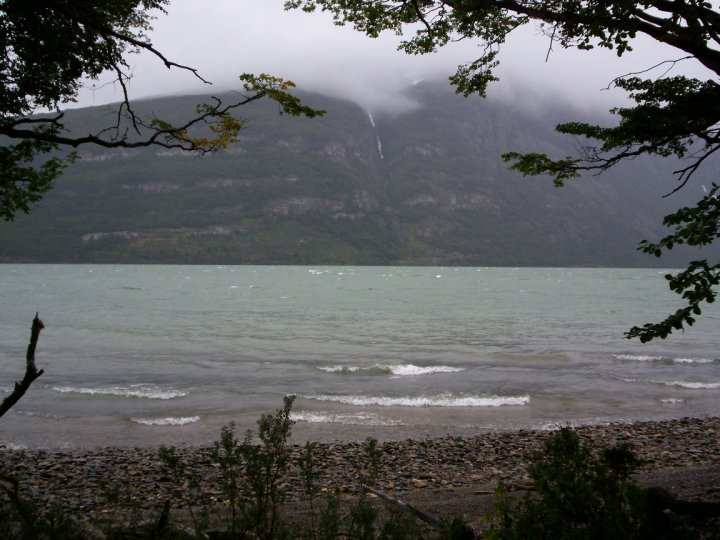
Lago Roca (parque nacional Tierra del Fuego).
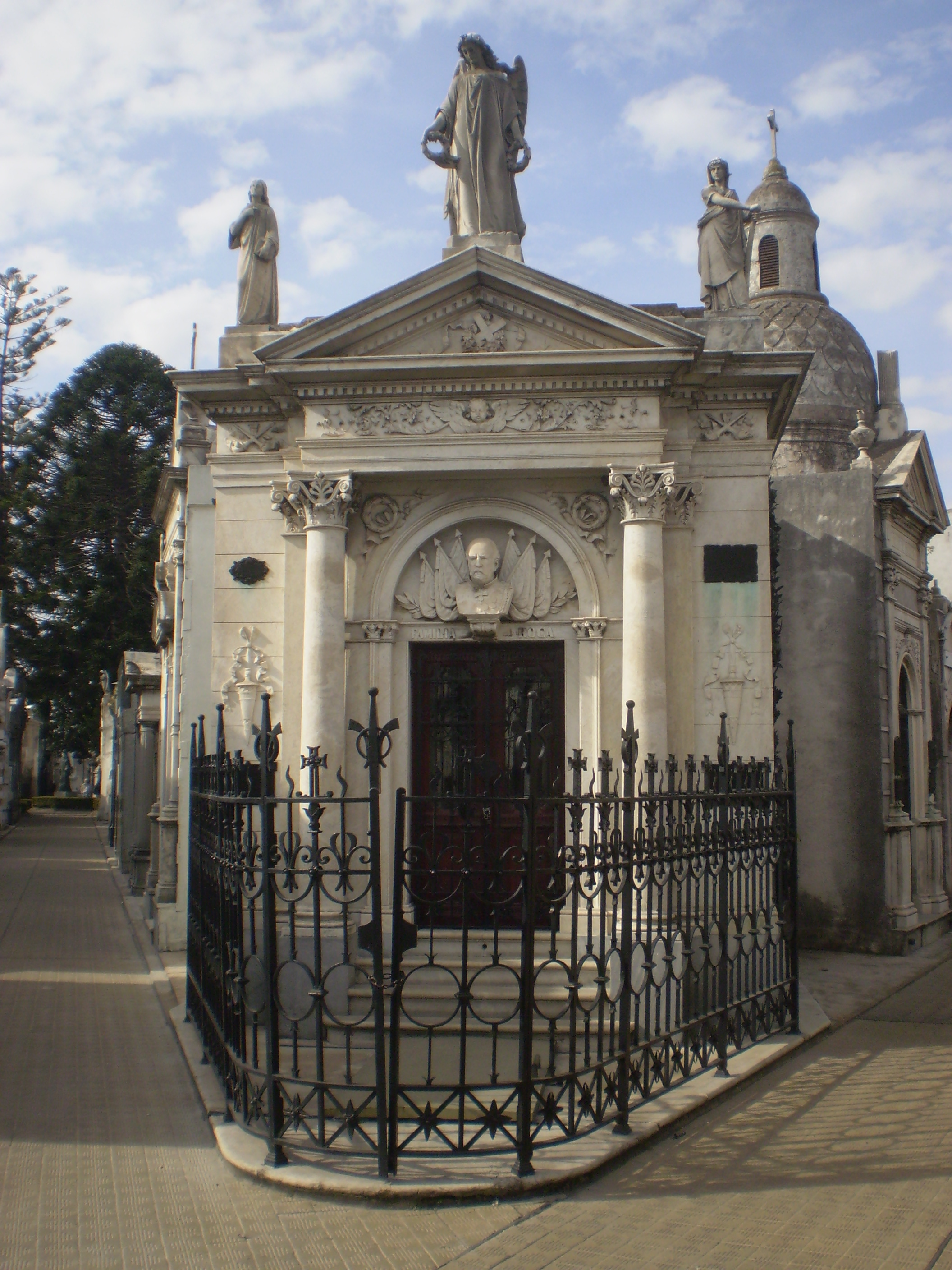
Monumento fúnebre a Roca (Cementerio de la Recoleta, Ciudad de Buenos Aires).

### Corrientes antiroquistas

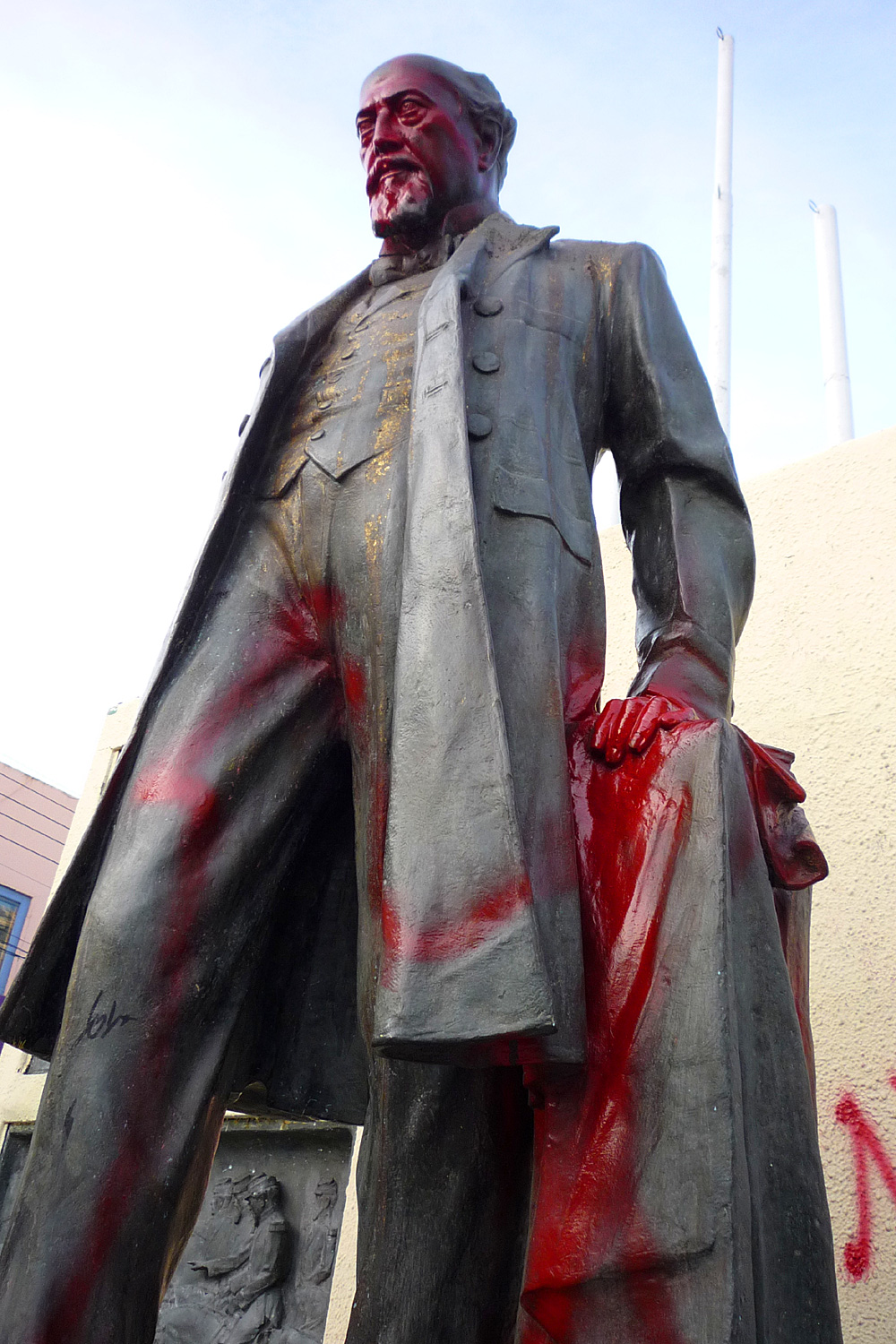
Monumento vandalizado en Río Gallegos (2010)

Diversas corrientes políticas e historiográficas han cuestionado su papel, asociándolo entre otras con la corrupción, la llamada República oligárquica o República conservadora previa a 1916 —año de elección del primer presidente por medio del voto secreto— o al aniquilamiento de miles de indígenas en la Patagonia, calificándolo de genocida. Esta posición propone eliminar el nombre de Roca de los lugares y ámbitos con los que ha sido homenajeado. Esta corriente de pensamiento, logró reemplazar el nombre de Roca en algunos lagos, escuelas, calles y plazas. A modo de ejemplo:
- En Río Gallegos la avenida Julio A. Roca pasó a denominarse «Presidente Néstor Kirchner»,[159] años más tarde la municipalidad se encargaría también de remover una estatua de Roca ubicada en esa avenida.[160]
- En Resistencia cambiaron la denominación de la calle «Julio A. Roca» por «Cacique Maidana».[161]
- En General Pinto, se cambió el nombre de la calle Julio Argentino Roca por «Pueblos Originarios», caso similar al de la Escuela Primaria N.º 7 de la ciudad de Tandil.[162][163]
- También se retiró el nombre de Julio Argentino Roca de una calle de barrio Sarmiento de Villa Nueva de Córdoba.[164] En el municipio de Del Campillo se cambió el nombre de la calle Roca por Ramón Cabral.[165]

- Se cambió el nombre de la calle Roca por Mercedes Sosa en Mar de las Pampas, Villa Gesell, Provincia de Buenos Aires.
- Se ha cambiado el nombre de escuelas en la provincia de La Pampa,[166][167] y en las localidades bonaerenses de Azul[168] y Tres Arroyos.[169]
- La Escuela Media N.º 2, de Jujuy pasó a denominarse Marina Vilte.[170][171]
- En Banfield, una escuela reemplazó su nombre por el de Julio Cortázar.[172] Incluso clubes deportivos optaron por cambiar su nombre.[173]
- En la localidad de Sierras Bayas se eliminaron los carteles en 2013 con nombre de Julio Roca.[174]
- La Escuela Provincial N.º 38 de la base Esperanza de la Antártida Argentina cambió el nombre de Julio Argentino Roca por el de «Raúl Ricardo Alfonsín».[175]
- En Bahía Blanca se intentó cambiar el nombre del parque «Campaña del desierto», por lo que llamaron a una votación popular virtual para que la ciudadanía pueda elegir un nuevo nombre, sin embargo el nombre más votado fue «Julio Argentino Roca». Finalmente, el gobierno dio marcha atrás y se conservó el nombre original.[176][177]
- En julio del 2023 el intendente de Bariloche, Gustavo Gennuso, intentó remover el monumento a Roca ubicado en el centro cívico de Bariloche, finalmente la justicia se lo prohibió gracias a un amparo colectivo.[178]

### Numismática
La efigie de Julio Argentino Roca, grabada a buril por el grabador italiano Trento Cionini, se encuentra en el anverso del billete de cien pesos de la República Argentina que la Casa de Moneda emitió desde 1992 hasta 2015, año en el que fue reemplazado por el billete de igual denominación con la imagen de Eva Perón.
En el anverso del mismo billete grabado a buril por el grabador argentino Hugo Urlacher, se observa la imagen de la parte central del tradicional cuadro La Conquista del Desierto —del pintor Juan Manuel Blanes, que se encuentra ubicado en el Museo Histórico Nacional— con la siguiente leyenda:

JULIO ARGENTINO ROCA (TUCUMÁN 1843 BUENOS AIRES 1914) MILITAR Y ESTADISTA, REALIZADOR DE LA CAMPAÑA DEL DESIERTO (1878), FIRMÓ EL TRATADO DE LÍMITES CON CHILE. FUE DOS VECES PRESIDENTE DE LA REPÚBLICA (1880-1886, 1898-1904).

Roca también apareció en el billete de 1000 australes, vigente entre 1988 y 1991.

## Ancestros
| \| \| \| \| \| \| \| \| \| \| \| \| \| \| \| \| \| \| \| \| 8. José Roca \| \| \| \| \| \| \| \| \| \| \| \| \| \| \| \| \| \| \| \| \| \| \| \| \| \| \| \| \| \| \| \| \| \| \| \| \| \| \| \| \| \| \| \| \| \| \| \| \| \| \| \| \| \| 4. Pedro Roca Vidiella \| \| \| \| \| \| \| \| \| \| \| \| \| \| \| \| \| \| \| \| \| \| \| \| \| \| \| \| \| \| \| \| \| \| \| \| \| \| \| \| \| \| \| \| \| \| \| \| \| \| \| \| \| \| 9. Marina Vidiella \| \| \| \| \| \| \| \| \| \| \| \| \| \| \| \| \| \| \| \| \| \| \| \| \| \| \| \| \| \| \| \| \| \| \| \| \| \| \| \| \| \| \| \| \| \| \| \| \| \| \| \| \| \| 2. Segundo Roca \| \| \| \| \| \| \| \| \| \| \| \| \| \| \| \| \| \| \| \| \| \| \| \| \| \| \| \| \| \| \| \| \| \| \| \| \| \| \| \| \| \| \| \| \| \| \| \| \| \| \| \| \| \| 20. Francisco Tejerina Barreda \| \| \| \| \| \| \| \| \| \| \| \| \| \| \| \| \| \| \| \| \| \| \| \| \| \| \| \| \| \| \| \| \| \| \| \| \| \| \| \| \| \| \| \| \| \| \| \| \| \| \| \| \| \| 10. Francisco Tejerina Barreda y García \| \| \| \| \| \| \| \| \| \| \| \| \| \| \| \| \| \| \| \| \| \| \| \| \| \| \| \| \| \| \| \| \| \| \| \| \| \| \| \| \| \| \| \| \| \| \| \| \| \| \| \| \| \| 21. Laurencia García \| \| \| \| \| \| \| \| \| \| \| \| \| \| \| \| \| \| \| \| \| \| \| \| \| \| \| \| \| \| \| \| \| \| \| \| \| \| \| \| \| \| \| \| \| \| \| \| \| \| \| \| \| \| 5. María Antonia Tejerina Medina \| \| \| \| \| \| \| \| \| \| \| \| \| \| \| \| \| \| \| \| \| \| \| \| \| \| \| \| \| \| \| \| \| \| \| \| \| \| \| \| \| \| \| \| \| \| \| \| \| \| \| \| \| \| 22. Baltasar de Medina Montalvo Villafañe \| \| \| \| \| \| \| \| \| \| \| \| \| \| \| \| \| \| \| \| \| \| \| \| \| \| \| \| \| \| \| \| \| \| \| \| \| \| \| \| \| \| \| \| \| \| \| \| \| \| \| \| \| \| 11. María Catalina de Medina Montalvo Aráoz \| \| \| \| \| \| \| \| \| \| \| \| \| \| \| \| \| \| \| \| \| \| \| \| \| \| \| \| \| \| \| \| \| \| \| \| \| \| \| \| \| \| \| \| \| \| \| \| \| \| \| \| \| \| 23. María Agustina de Aráoz Rodríguez Viera \| \| \| \| \| \| \| \| \| \| \| \| \| \| \| \| \| \| \| \| \| \| \| \| \| \| \| \| \| \| \| \| \| \| \| \| \| \| \| \| \| \| \| \| \| \| \| \| \| \| \| \| \| \| 1. Julio Argentino Roca \| \| \| \| \| \| \| \| \| \| \| \| \| \| \| \| \| \| \| \| \| \| \| \| \| \| \| \| \| \| \| \| \| \| \| \| \| \| \| \| \| \| \| \| \| \| \| \| \| \| \| \| \| \| 24. Juan José de Paz y Figueroa Ibáñez del Castrillo \| \| \| \| \| \| \| \| \| \| \| \| \| \| \| \| \| \| \| \| \| \| \| \| \| \| \| \| \| \| \| \| \| \| \| \| \| \| \| \| \| \| \| \| \| \| \| \| \| \| \| \| \| \| 12. José Fermín de Paz y Figueroa Sosa \| \| \| \| \| \| \| \| \| \| \| \| \| \| \| \| \| \| \| \| \| \| \| \| \| \| \| \| \| \| \| \| \| \| \| \| \| \| \| \| \| \| \| \| \| \| \| \| \| \| \| \| \| \| 25. Melchora Sosa \| \| \| \| \| \| \| \| \| \| \| \| \| \| \| \| \| \| \| \| \| \| \| \| \| \| \| \| \| \| \| \| \| \| \| \| \| \| \| \| \| \| \| \| \| \| \| \| \| \| \| \| \| \| 6. Juan Bautista Paz \| \| \| \| \| \| \| \| \| \| \| \| \| \| \| \| \| \| \| \| \| \| \| \| \| \| \| \| \| \| \| \| \| \| \| \| \| \| \| \| \| \| \| \| \| \| \| \| \| \| \| \| \| \| 26. José Félix de Figueroa Cabrera \| \| \| \| \| \| \| \| \| \| \| \| \| \| \| \| \| \| \| \| \| \| \| \| \| \| \| \| \| \| \| \| \| \| \| \| \| \| \| \| \| \| \| \| \| \| \| \| \| \| \| \| \| \| 13. María Ventura Figueroa Moreno Briceño \| \| \| \| \| \| \| \| \| \| \| \| \| \| \| \| \| \| \| \| \| \| \| \| \| \| \| \| \| \| \| \| \| \| \| \| \| \| \| \| \| \| \| \| \| \| \| \| \| \| \| \| \| \| 27. Andrea Moreno Briceño Suárez de Cabrera \| \| \| \| \| \| \| \| \| \| \| \| \| \| \| \| \| \| \| \| \| \| \| \| \| \| \| \| \| \| \| \| \| \| \| \| \| \| \| \| \| \| \| \| \| \| \| \| \| \| \| \| \| \| 3. Agustina Paz Pereyra Mariño \| \| \| \| \| \| \| \| \| \| \| \| \| \| \| \| \| \| \| \| \| \| \| \| \| \| \| \| \| \| \| \| \| \| \| \| \| \| \| \| \| \| \| \| \| \| \| \| \| \| \| \| \| \| 14. Antonio Pereyra Mariño \| \| \| \| \| \| \| \| \| \| \| \| \| \| \| \| \| \| \| \| \| \| \| \| \| \| \| \| \| \| \| \| \| \| \| \| \| \| \| \| \| \| \| \| \| \| \| \| \| \| \| \| \| \| 7. María Plácida Pereyra Mariño Bruno \| \| \| \| \| \| \| \| \| \| \| \| \| \| \| \| \| \| \| \| \| \| \| \| \| \| \| \| \| \| \| \| \| \| \| \| \| \| \| \| \| \| \| \| \| \| \| \| \| \| \| \| \| \| 30. Juan Bruno \| \| \| \| \| \| \| \| \| \| \| \| \| \| \| \| \| \| \| \| \| \| \| \| \| \| \| \| \| \| \| \| \| \| \| \| \| \| \| \| \| \| \| \| \| \| \| \| \| \| \| \| \| \| 15. María Teresa Bruno Tejada \| \| \| \| \| \| \| \| \| \| \| \| \| \| \| \| \| \| \| \| \| \| \| \| \| \| \| \| \| \| \| \| \| \| \| \| \| \| \| \| \| \| \| \| \| \| \| \| \| \| \| \| \| \| 31. María Eugenia Tejada Ludueña \| \| \| \| \| \| \| \| \| \| \| \| \| \| \| \| \| \| \| \| \| \| \| \| \| \| \| \| \| \| \| \| \| \| \| \| \| \| \| \| \| \| \| \| \| \| \| \| \| \| \| \| |                                                      |  |  |  |  |  |  |  |  |  |  |  |  |  |  |  |
| |                                                      |  |  |  |  |  |  |  |  |  |  |  |  |  |  |  |
| | 8. José Roca                                         |  |  |  |  |  |  |  |  |  |  |  |  |  |  |  |
| |                                                      |  |  |  |  |  |  |  |  |  |  |  |  |  |  |  |
| |                                                      |  |  |  |  |  |  |  |  |  |  |  |  |  |  |  |
| | 4. Pedro Roca Vidiella                               |  |  |  |  |  |  |  |  |  |  |  |  |  |  |  |
| |                                                      |  |  |  |  |  |  |  |  |  |  |  |  |  |  |  |
| |                                                      |  |  |  |  |  |  |  |  |  |  |  |  |  |  |  |
| | 9. Marina Vidiella                                   |  |  |  |  |  |  |  |  |  |  |  |  |  |  |  |
| |                                                      |  |  |  |  |  |  |  |  |  |  |  |  |  |  |  |
| |                                                      |  |  |  |  |  |  |  |  |  |  |  |  |  |  |  |
| | 2. Segundo Roca                                      |  |  |  |  |  |  |  |  |  |  |  |  |  |  |  |
| |                                                      |  |  |  |  |  |  |  |  |  |  |  |  |  |  |  |
| |                                                      |  |  |  |  |  |  |  |  |  |  |  |  |  |  |  |
| | 20. Francisco Tejerina Barreda                       |  |  |  |  |  |  |  |  |  |  |  |  |  |  |  |
| |                                                      |  |  |  |  |  |  |  |  |  |  |  |  |  |  |  |
| |                                                      |  |  |  |  |  |  |  |  |  |  |  |  |  |  |  |
| | 10. Francisco Tejerina Barreda y García              |  |  |  |  |  |  |  |  |  |  |  |  |  |  |  |
| |                                                      |  |  |  |  |  |  |  |  |  |  |  |  |  |  |  |
| |                                                      |  |  |  |  |  |  |  |  |  |  |  |  |  |  |  |
| | 21. Laurencia García                                 |  |  |  |  |  |  |  |  |  |  |  |  |  |  |  |
| |                                                      |  |  |  |  |  |  |  |  |  |  |  |  |  |  |  |
| |                                                      |  |  |  |  |  |  |  |  |  |  |  |  |  |  |  |
| | 5. María Antonia Tejerina Medina                     |  |  |  |  |  |  |  |  |  |  |  |  |  |  |  |
| |                                                      |  |  |  |  |  |  |  |  |  |  |  |  |  |  |  |
| |                                                      |  |  |  |  |  |  |  |  |  |  |  |  |  |  |  |
| | 22. Baltasar de Medina Montalvo Villafañe            |  |  |  |  |  |  |  |  |  |  |  |  |  |  |  |
| |                                                      |  |  |  |  |  |  |  |  |  |  |  |  |  |  |  |
| |                                                      |  |  |  |  |  |  |  |  |  |  |  |  |  |  |  |
| | 11. María Catalina de Medina Montalvo Aráoz          |  |  |  |  |  |  |  |  |  |  |  |  |  |  |  |
| |                                                      |  |  |  |  |  |  |  |  |  |  |  |  |  |  |  |
| |                                                      |  |  |  |  |  |  |  |  |  |  |  |  |  |  |  |
| | 23. María Agustina de Aráoz Rodríguez Viera          |  |  |  |  |  |  |  |  |  |  |  |  |  |  |  |
| |                                                      |  |  |  |  |  |  |  |  |  |  |  |  |  |  |  |
| |                                                      |  |  |  |  |  |  |  |  |  |  |  |  |  |  |  |
| | 1. Julio Argentino Roca                              |  |  |  |  |  |  |  |  |  |  |  |  |  |  |  |
| |                                                      |  |  |  |  |  |  |  |  |  |  |  |  |  |  |  |
| |                                                      |  |  |  |  |  |  |  |  |  |  |  |  |  |  |  |
| | 24. Juan José de Paz y Figueroa Ibáñez del Castrillo |  |  |  |  |  |  |  |  |  |  |  |  |  |  |  |
| |                                                      |  |  |  |  |  |  |  |  |  |  |  |  |  |  |  |
| |                                                      |  |  |  |  |  |  |  |  |  |  |  |  |  |  |  |
| | 12. José Fermín de Paz y Figueroa Sosa               |  |  |  |  |  |  |  |  |  |  |  |  |  |  |  |
| |                                                      |  |  |  |  |  |  |  |  |  |  |  |  |  |  |  |
| |                                                      |  |  |  |  |  |  |  |  |  |  |  |  |  |  |  |
| | 25. Melchora Sosa                                    |  |  |  |  |  |  |  |  |  |  |  |  |  |  |  |
| |                                                      |  |  |  |  |  |  |  |  |  |  |  |  |  |  |  |
| |                                                      |  |  |  |  |  |  |  |  |  |  |  |  |  |  |  |
| | 6. Juan Bautista Paz                                 |  |  |  |  |  |  |  |  |  |  |  |  |  |  |  |
| |                                                      |  |  |  |  |  |  |  |  |  |  |  |  |  |  |  |
| |                                                      |  |  |  |  |  |  |  |  |  |  |  |  |  |  |  |
| | 26. José Félix de Figueroa Cabrera                   |  |  |  |  |  |  |  |  |  |  |  |  |  |  |  |
| |                                                      |  |  |  |  |  |  |  |  |  |  |  |  |  |  |  |
| |                                                      |  |  |  |  |  |  |  |  |  |  |  |  |  |  |  |
| | 13. María Ventura Figueroa Moreno Briceño            |  |  |  |  |  |  |  |  |  |  |  |  |  |  |  |
| |                                                      |  |  |  |  |  |  |  |  |  |  |  |  |  |  |  |
| |                                                      |  |  |  |  |  |  |  |  |  |  |  |  |  |  |  |
| | 27. Andrea Moreno Briceño Suárez de Cabrera          |  |  |  |  |  |  |  |  |  |  |  |  |  |  |  |
| |                                                      |  |  |  |  |  |  |  |  |  |  |  |  |  |  |  |
| |                                                      |  |  |  |  |  |  |  |  |  |  |  |  |  |  |  |
| | 3. Agustina Paz Pereyra Mariño                       |  |  |  |  |  |  |  |  |  |  |  |  |  |  |  |
| |                                                      |  |  |  |  |  |  |  |  |  |  |  |  |  |  |  |
| |                                                      |  |  |  |  |  |  |  |  |  |  |  |  |  |  |  |
| | 14. Antonio Pereyra Mariño                           |  |  |  |  |  |  |  |  |  |  |  |  |  |  |  |
| |                                                      |  |  |  |  |  |  |  |  |  |  |  |  |  |  |  |
| |                                                      |  |  |  |  |  |  |  |  |  |  |  |  |  |  |  |
| | 7. María Plácida Pereyra Mariño Bruno                |  |  |  |  |  |  |  |  |  |  |  |  |  |  |  |
| |                                                      |  |  |  |  |  |  |  |  |  |  |  |  |  |  |  |
| |                                                      |  |  |  |  |  |  |  |  |  |  |  |  |  |  |  |
| | 30. Juan Bruno                                       |  |  |  |  |  |  |  |  |  |  |  |  |  |  |  |
| |                                                      |  |  |  |  |  |  |  |  |  |  |  |  |  |  |  |
| |                                                      |  |  |  |  |  |  |  |  |  |  |  |  |  |  |  |
| | 15. María Teresa Bruno Tejada                        |  |  |  |  |  |  |  |  |  |  |  |  |  |  |  |
| |                                                      |  |  |  |  |  |  |  |  |  |  |  |  |  |  |  |
| |                                                      |  |  |  |  |  |  |  |  |  |  |  |  |  |  |  |
| | 31. María Eugenia Tejada Ludueña                     |  |  |  |  |  |  |  |  |  |  |  |  |  |  |  |
| |                                                      |  |  |  |  |  |  |  |  |  |  |  |  |  |  |  |
| |                                                      |  |  |  |  |  |  |  |  |  |  |  |  |  |  |  |